# Szabat
Szabat (hebr. ‏שַׁבָּת‎ lub יוֹם הַשַׁבָּת, od rdzenia szbt: szin + bet/bejt + taw = „odpoczywać”, „ustać”, „obserwować”, „zaprzestać działalności”), szabas, sabat – w judaizmie siódmy, ostatni dzień tygodnia (hebr. ‏jom ha-szwii‎), będący według kalendarza żydowskiego dniem wypoczynku. Jest dniem świątecznym, stanowiącym pamiątkę cyklu stworzenia świata oraz wyprowadzenia Izraelitów z Egiptu (Wj 20,9–11; Pwt 5,12–15). Trwa od zachodu słońca (hebr. szkijat ha-chama) w piątek, do prawie godziny po zachodzie słońca w sobotni wieczór.
W czwartek wieczorem dorośli Żydzi biorą kąpiel w domu, a w piątek rano w łaźni rytualnej – w mykwie. Okazywany w ten sposób jest szacunek dla szabatu. W piątek, po przyrządzeniu wszystkich potraw i dokonaniu wszelkich przygotowań przewidzianych halachą, wierni zbierają się na przedwieczorne nabożeństwo w synagodze. Kończy je «Kadisz sierocy» (Kadisz jatom), a wyznawcy wracają do domów, aby nieco przed zachodem słońca rozpocząć rytuał „powitania szabatu”. Zapala się świece szabatowe, odmawia kidusz, a następnie spożywa wieczerzę szabatową. W sobotę rano, po modlitwach w synagodze, spożywa się drugi posiłek szabatowy, po którym odbywa się studiowanie Tory (Kowim midrasz). Trzeci posiłek szabatowy (seuda szilit) przypada na późne popołudnie w sobotę. Święto kończy ceremonia Hawdala (hebr. = oddzielenie, rozróżnienie; jid. hawdołe, hawdoło), która symbolicznie oddziela czas święty od ludzkiego-świeckiego. Na koniec, w sobotę wieczorem spożywa się Melawe Malka („Odprowadzający Królową Szabat”) – czwarty, ostatni posiłek szabatu.
Szczegółowe zasady obchodzenia szabatu zostały opisane w Misznajot Szabat – traktacie zawartym w Moed, drugim z sześciu porządków (działów) Miszny. Traktat przedstawia między innymi 39 głównych kategorii (awot melachot) czynności, których wykonywanie jest podczas szabatu zakazane. W obrębie poszczególnych odłamów judaizmu występują pewne różnice zdań w sprawie spełniania wymogów szabatowych.
Podstawowym wyznacznikiem prawowitego spełniania szabatu jest Oneg Szabat (hebr.= Radość/Rozkosz Soboty), akt spełnienia nakazu simchy (radości), który w kulturze żydowskiej ma szczególne znaczenie. Szabat jest najważniejszym świętem w judaizmie, jedynym świętem rytualnym, które wynika wprost z Dekalogu.
Począwszy od IV wieku, główny nurt chrześcijaństwa porzucił świętowanie szabatu, a biblijne przykazanie wypełnia poprzez święcenie niedzieli (na pamiątkę zmartwychwstania Jezusa).

## Etymologia nazwy
Termin שבת używany jest w Biblii Hebrajskiej 111 razy. W Nowym Testamencie, w formie σάββατον występuje 68 razy. Hebrajska nazwa święta „szabat” związana jest z odpoczynkiem Boga w siódmym dniu po stworzeniu świata (Rdz 2, 3), kiedy zakończył (hebr. ‏szawat‎ = dosł. „zaprzestał”) wszelką pracę. Szabat (hebr. ‏שַׁבָּת‎ pochodzi od rdzenia szbt: szin + bet/bejt + taw = „odpoczywać”, „ustać”, „obserwować”, „zaprzestać działalności”) (Rdz 8,22; Joz 5,12; Iz 24,8; Prz 22,10; Lm 5,15; Ne 6,3). Mimo iż znaczenie święta, jego teologiczne umotywowanie i historia są przedmiotem dyskusji, to etymologiczne rozumienie kluczowego aspektu wynika jednoznacznie z tekstu biblijnego (Rdz 2,2–3): „Bóg [...] odpoczął dnia siódmego (hebr. jom sebi ci) po całej swej pracy, którą wykonał”. Sens święta łączy się więc jednoznacznie z zaprzestaniem pracy. W Biblii występuje także dłuższa forma tego terminu – šabbātōn – oznaczająca „szabat wielki”, świąteczny odpoczynek, często z dodatkowym określeniem „poświęcony dla Pana”. (Wj 16,23; Kpł 23,24.29). Używana forma šabbāt šabbātōn (Wj 31,15; 35,2; Kpł 23,3) ma podkreślać rangę święta. 23 rozdział Księgi Kapłańskiej, w którym opisany jest kalendarz świąt Izraela, rozpoczyna ich wyliczenie od „święta świąt”, „świętego zwołania” (hebr. ‏מִקְרָא־קֹדֶשׁ‎).

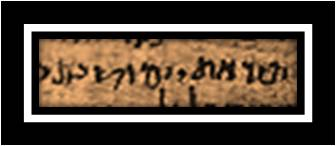
Zahor et yom ha’shabat („Pamiętaj o dniu szabatu”) w tekście Papirusu Nasha (werset 9)

## Tło biblijno-historyczne
W tekstach ksiąg prawnych Tory (Kodeks Przymierza, Świętości, Kapłański) święto przybiera formę pasywną – jego zachowanie polega na zaprzestaniu pracy. Szabat sam w sobie nie wiąże się z nakazami i wymaganiami, ale jest pamiątką wyzwolenia Izraela. Szabat nie jest więc czasem uwolnionym od pracy, by wypełnić go obowiązkiem kultu. Księga Powtórzonego Prawa (Pwt 5,15) ujawnia motywację społeczną święta, a Księga Wyjścia (Wj 20,11) wskazuje na motywację teologiczną – odpoczynek Boży ma być dla Izraela wzorem świętowania szabatu.
Z kolei Dekalog (zawarty w Księdze Wyjścia, jak i w Księdze Powtórzonego Prawa) ukazuje święto w sposób aktywny, ale nie precyzuje na czym „święcenie szabatu dla Pana” miałoby polegać:

Pamiętaj o dniu Sabatu, aby go święcić. (Wj 20,8)

Przestrzegaj dnia sabatu, aby go święcić, jak rozkazał ci Pan, twój Bóg. (Pwt 5,11)

W Księdze Liczb (Lb 28,3.9–10) można jedynie znaleźć wskazówkę, że codzienna ofiara składana w dzień szabatu winna być podwojona.
Nakazy świętowania obejmowały nie tylko Izraelitów, ale także udomowione zwierzęta i ludzi wynajętych do pracy – wśród nich „syna niewolnicy” i cudzoziemca:

Sześć dni będziesz pracował, a w dniu siódmym zaprzestaniesz pracy, aby odpoczął i twój wół i twój osioł, aby odetchnął zarówno syn twojej niewolnicy, jak i cudzoziemiec. (Wj 23,12)

W Dekalogu (Wj 20,10) nakaz został bardziej uszczegółowiony:

Nie będziesz w tym dniu wykonywał żadnej pracy, ani ty sam, ani twój syn, ani twoja córka, ani twój sługa, ani twoja służebnica, ani twoje bydło, ani obcy, który przebywa w obrębie twoich bram.

Cyklowi świątecznemu miały także podlegać pola uprawne, winnice i ogrody oliwne – raz na siedem lat winny leżeć odłogiem (Wj 23,10–11).

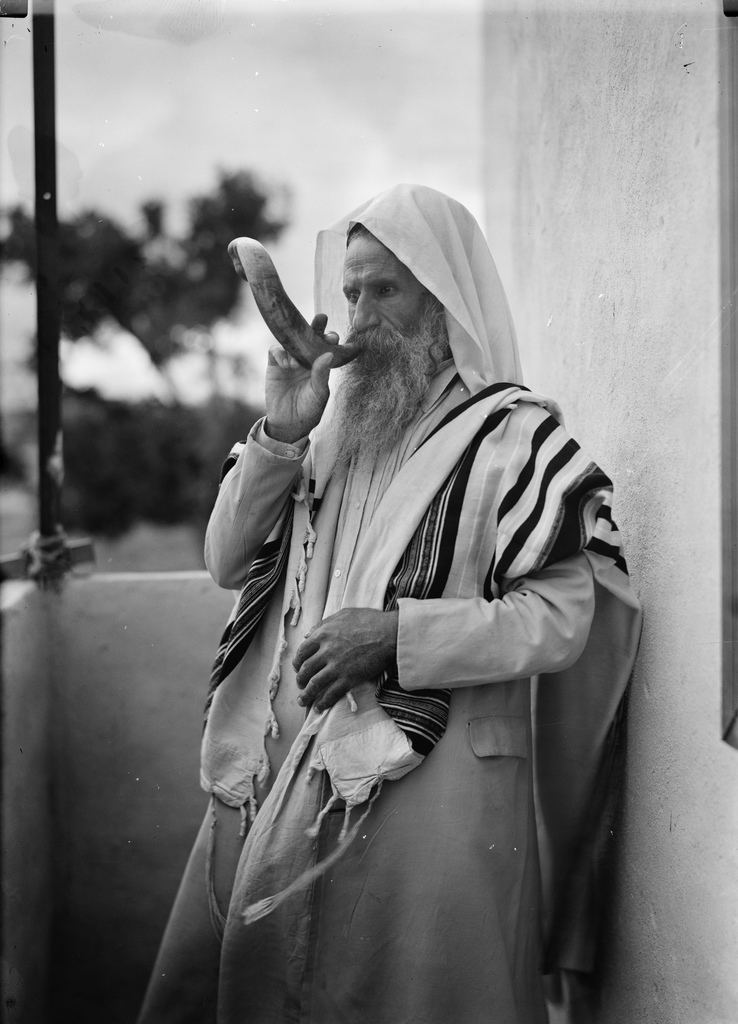
Dźwięk szofaru ogłasza początek szabatu (Jemen, rok ok. 1934–39)

W starszych tekstach biblijnych świętowanie szabatu nie było obwarowane ciężkimi wymaganiami. Nie wolno było wykonywać ciężkich prac (Wj 20,9–10; 23,12; 34,21; Pwt 5,13–14), podróże odbywano tylko na niedalekie dystanse, odwiedzano mężów Bożych (2 Krl 4,23), radowano się w Królestwie Izraela (Oz 2,13) i powstrzymywano się dokonywania transakcji handlowych (Am 8,5). Szabat był opisywany jako beztroski, wolny od pracy dzień. Podobnie święto opisywała Księga Jeremiasza i Księga Izajasza. W VI wieku p.n.e. Izajasz wzywał do świętowania szabatu poprzez powstrzymywanie się od wychodzenia, załatwiania i omawiania spraw, a także unikanie podróży. Dzień szabatu nazywał świętym i godnym czci (Iz 58, 13–14). Prorok Jeremiasz nawoływał, by nie wynosić ciężkich przedmiotów poza bramy Jerozolimy i nie wykonywać żadnej pracy.

W dzień Szabatu nie wykonujcie żadnej pracy, lecz raczej święćcie dzień Szabatu […] będą wchodzić przez bramę miasta królowie i książęta zasiadający na tronie Dawida. Będą wjeżdżać na wozach i koniach, oni, ich dostojnicy, mężowie judzcy i mieszkańcy Jerozolimy, a miasto to będzie zamieszkałe na wieki (Jer 17, 19–27).

Jeżeli powstrzymasz swoją nogę od bezczeszczenia sabatu, aby załatwić swoje sprawy w moim świętym dniu, i będziesz nazywał sabat rozkoszą, a dzień poświęcony Panu godnym czci, i uczcisz go nie odbywając w nim podróży, nie załatwiając swoich spraw i nie prowadząc pustej rozmowy, Wtedy będziesz się rozkoszował Panem, a Ja sprawię, że wzniesiesz się ponad wyżyny ziemi, i nakarmię cię dziedzictwem twojego ojca, Jakuba, bo usta Pana to przyrzekły (Iz 58,13–14). 

Józef Flawiusz, powołując się na Agatarchidesa z Knidos, odnotował w dziele „Antiquitates Iudaicae” („Dawne dzieje Izraela” 12,1), że gdy około 300 roku p.n.e. Ptolemeusz I Soter zdobywał Jerozolimę w dniu szabatu, to Żydzi nie podejmowali obrony.
Według innej relacji Flawiusza szabat rozpoczynał się i kończył na dźwięk szofaru. Na dachu pastoforii „…według dawnego zwyczaju stawał jeden z kapłanów i dźwiękiem trąbki ogłaszał w porze popołudniowej każdy nadchodzący, a wieczorem innego dnia każdy kończący się siódmy dzień, aby zapowiedzieć ludowi, kiedy ma wstrzymać się od pracy, a kiedy ją wznowić”. „Owych trąb używali także przy świętych obrzędach, gdy prowadzili ku ołtarzowi zwierzęta ofiarne, zarówno w dniu sabbatu /szabatu/, jak i w innych dniach uroczystych” („Dawne dzieje Izraela” 3,12.6).
Flawiusz opisał także przygotowania szabatowe w Świątyni Jerozolimskiej:

Na koszt publiczny przygotowuje się chleb pieczony bez zakwasu, na który zużywa się dwadzieścia cztery assarony (issarony) mąki. Wypieka się go w przeddzień sabbatu (szabatu), po dwa bochenki oddzielnie, rankiem zaś w dzień sabbatu (szabatu) wnoszą je Hebrajczycy do Przybytku i układają na świętym stole w dwóch przeciwległych rzędach, po sześć w każdym, na nich zaś stawiają dwa złote półmiski pełne kadzidła; i wszystko to pozostaje do następnego sabbatu (szabatu). Gdy znowu nadejdzie sabbat (szabat), przynoszą nowe bochenki, a poprzednie przeznaczają na pokarm dla kapłanów, kadzidło zaś spalają w tym samym świętym ogniu, który pochłania wszystkie ofiary całopalne, a nowe kadzidło składają na bochenkach („Dawne dzieje Izraela” 3,10.27).

Zarówno dzień szabatu, jak i dzień nowiu były traktowane jako dobre do zasięgania rady u proroków (2 Krl 4, 23). Z kolei prorocy (Amos, Izajasz, Jeremiasz, Ezechiel) potępiali swoich współczesnych za niegodne obchodzenie szabatu. Historyk katolicki Henri Daniel-Rops opisywał początek szabatu w początku I wieku: „Pomiędzy pierwszą a trzecią gwiazdą hazzan wchodził na dach najwyższego domu w danej miejscowości, zabierając ze sobą trąbkę szabatową z szafy w synagodze. Trąbił trzy razy: pierwszy raz, aby uprzedzić robotników, że należy przerwać pracę, drugi raz, aby kupcom nakazać zamknięcie sklepów, i trzeci raz, aby oznajmić wszystkim, że nadeszła godzina zapalenia lamp”.

## Próby identyfikacji genezy święta
Geneza święta nie jest dostatecznie wyjaśniona. Powstało wiele hipotez: zarówno takich, które zakładały, że korzeni święta można się doszukiwać w podobnych świętach, obchodzonych u pogańskich ludów pasterskich, od których przeniknęło ono do Izraela, jak i takich, które zakładały, że szabat jest świętem czysto izraelskim. Spory badaczy dotyczą zarówno czasu, jak i motywu połączenia idei odpoczynku i „uświęcania czasu” w jednym święcie.
Opis z Księgi Rodzaju (Rdz 2,2–3) odnosi to święto do początków świata i oddaje przez to przekonanie autora tekstu, że owo święto poprzedza pod względem chronologicznym powstanie prawodawstwa Mojżeszowego. W tekście z Księgi Wyjścia opisującym epizody z pobytu Izraelitów na pustyni, napotkać można wzmiankę na temat szabatu:

Tak powiedział Pan: Jutro będzie wypoczynek, poświęcony Panu, dzień Sabatu. (Wj 16,23)

Szabat w teologicznym kontekście jest spleciony z jahwizmem, ale pod względem historycznym może mieć wcześniejsze korzenie. Jedna z hipotez wskazując na fakt, że starożytne teksty babilońskie wymieniają „siódemkowe” dni miesiąca (7–14–21–28), sugeruje, że to Mezopotamia mogła być kolebką święta. Dodatkowym argumentem ma być fakt, że radosny, przypadający w środku miesiąca dzień pełni księżyca nazywany był šappatu. Według tej teorii idea szabatu u Izraelitów miałaby być zaszczepiona dopiero przez Ezechiela i dopiero wtedy radosne święto miało przybrać charakter kultu obwarowanego szczegółowymi nakazami. Jednak šappatu nie był dniem odpoczynku, a owe wyróżnione w Mezopotamii dni nie miały charakteru radosnego, ale były dniami traktowanymi jako feralne. Inna z teorii sugeruje, że święto mogło przeniknąć do Izraelitów od wcześniejszych mieszkańców Palestyny, Kenitów-Madianitów lub Kananejczyków, jednak „szabat nie mógłby stać się znakiem przymierza Boga z Izraelem (Ez 20,12.20; Wj 31,12.17), gdyby był świętem Babilończyków czy Kananejczyków”. Ale trop „kenicko-madianicki” ma oparcie w fakcie, że Mojżesz był związany z Madianitami (Wj 2,21–22) poprzez swoją żonę Seforę, córkę Jetry, a Kenici mieli rzekomo, w siódmy dzień tygodnia („dzień Saturna”), powstrzymywać się od pracy. Jednak nie ma dowodów na to, czy Kenici znali pojęcie tygodnia. Takie „siódemkowe” struktury znajdujemy w mitach i legendach kananejskich. W historii mówiącej o budowie pałacu Baala „siódmego dnia ogień opuszcza mieszkanie, a płomienie pałac”. W eposie o Akhacie Daniel składał ofiary przez sześć dni, a dopiero siódmego dnia został wysłuchany przez Baala, a w legendzie o Kerecie atak następuje siódmego dnia, po sześciu dniach marszu. Literacki i kulturowy symbol „siedmiu dni” oznacza pełnię czasu, a w nim istota i wydarzenia z dnia siódmego są dopełnieniem sześciu poprzednich.
Wszystkie tradycje Tory jednolicie opisują szabat jako siódmy dzień tygodnia, dzień odpoczynku po sześciu dniach pracy. Pewną różnicę stanowi lokowanie jego powstania w innych ramach czasowych: Księga Przymierza lokuje początki święta w okresie zasiedlania Kanaanu przez Izraelitów, a trop Dekalogu do okresu życia Mojżesza.
Samo powstrzymywanie się od pracy miałoby charakter społeczny, socjalny. Ale połączona z tym podstawowym nakazem motywacja dotyczyła odniesienia do Boga, co wyznacza już także sakralny wymiar święta. Szabat miał być bowiem znakiem między Bogiem JHWH a Izraelem:

«Powiedz Izraelitom: Przestrzegajcie pilnie moich Szabatów, gdyż to jest znak między Mną a wami dla wszystkich waszych pokoleń, by po tym można było poznać, że Ja jestem Pan, który was uświęcam. Przeto zachowujcie Szabat, który winien być dla was świętością. I ktokolwiek by go znieważył, będzie ukarany śmiercią, i każdy, kto by wykonywał pracę w tym dniu, będzie wykluczony ze swojego ludu. Przez sześć dni będzie się wykonywać pracę, ale dzień siódmy będzie Szabatem odpoczynku, poświęconym Panu, i dlatego ktokolwiek by wykonywał pracę w dniu Szabatu, winien być ukarany śmiercią. Izraelici winni pilnie przestrzegać Szabatu jako obowiązku i przymierza wiecznego poprzez pokolenia. To będzie znak wiekuisty między Mną a Izraelitami, bo w sześciu dniach Pan stworzył niebo i ziemię, a w siódmym dniu odpoczął i wytchnął» (Wj 31, 13–17).

Apokryf Starego Testamentu „Życie Adama i Ewy” ukazuje pierwotne, teologiczne znaczenie szabatu, który ma być zapowiedzią prawdziwego odpoczynku w życiu przyszłym. We wspomnianym apokryfie archanioł Michał zwraca się do Seta opłakującego praojców: „Mężu Boży, nie będziesz opłakiwał swych zmarłych dłużej niż sześć dni! Odpoczynek dnia siódmego jest znakiem zmartwychwstania w wieku przyszłym; siódmego dnia odpoczął także Pan od wszystkich swych dzieł” (51,2).

## Wpływy zewnętrzne na rozwój kultu
W okresie międzytestamentalnym ujawniły się coraz silniejsze uwarunkowania historyczne i wpływy kultury hellenistycznej na życie społeczne i religijne Żydów. Napływ greckich zwyczajów, traktowanych przez wyznawców judaizmu jako pogańskie, powodował kontrakcję ze strony Żydów, którzy zaczęli szukać oparcia w głębszej zgodności z nakazami Prawa. Konsekwencją tego procesu była kodyfikacja prawa szabatowego, która miała za zadanie zwiększenie wierności Bogu i Prawu. Wiodło do nich doprecyzowanie co jest tą pracą, od której należy się powstrzymywać. Wzmocniła się tradycja i ujawniła się potrzeba doprecyzowania tego, co w Biblii nie było dopowiedziane.
Z upływem wieków pojawiały się nowe uwarunkowania historyczne i społeczne. Gdy w 587 roku p.n.e. wojska babilońskiego króla Nabuchodonozora II zniszczyły Pierwszą Świątynię, Żydzi nie mogli już w niej sprawować kultu. I jedynym świętem, które w sposób niezmienny mogło być obchodzone, był szabat. „Wielu Żydów pozwoliło się zmasakrować przez Syryjczyków, byle tylko nie znieważyć Szabatu przez obronę własną” (por. 1 Mch 2,32–38; 2 Mch 6,11; 15,1). Józef Flawiusz, komentując z kolei zdobycie Jerozolimy w dniu szabatu (około 300 roku p.n.e.) przez Ptolemeusza I Sotera, podkreślał podstęp ze strony najeźdźcy, ale i ganił beztroskę Judejczyków, którzy z powodu szabatu świętowali i nie podejmowali obrony:

Władca ten zdobył Jerozolimę zdradzieckim podstępem: Wszedł do miasta w dniu sabbatu /szabatu/, niby dla złożenia ofiary, a Judejczycy nie stawiali mu oporu, bo zupełnie nie podejrzewali z jego strony napaści; z powodu tego zaufania i charakteru owego dnia beztrosko odpoczywali, a wtedy on bez żadnego trudu ujarzmił miasto i odtąd władał nim surowo („Dawne dzieje Izraela” 12,1).

Gdy w II w. p.n.e. asyryjski król Antioch IV Epifanes z dynastii Seleucydów nakazał Żydom składanie ofiar bogom greckim, kapłan żydowski Matatiasz Hasmoneusz sprzeciwił się temu gwałtownie, zabił oficera królewskiego oraz współwyznawcę, który chciał publicznie dokonać aktu złożenia ofiary obcym bogom, a na koniec uciekł wraz dużą grupą Judejczyków na pustynię, na której znaleźli schronienie w jaskiniach. Wytropieni przez żołnierzy Antiocha podczas szabatu także nie podjęli walki:

Żołnierze więc napadli na nich w dniu sabbatu (szabatu) i spalili ich, tak jak tam siedzieli w tych jaskiniach, ani nie broniąc się, ani nawet nie zatkawszy wejść do pieczar. Powstrzymali się od oporu dlatego, że nawet wśród niedoli nie chcieli naruszyć godności sabbatu (szabatu). Prawo bowiem nakazuje nam spoczywać w owym dniu. Tak więc około tysiąca ludzi wraz z żonami i dziećmi zginęło uduszonych w jaskiniach, ale wielu też zdołało się ocalić. Ci przystali do Matatiasza i wybrali go swoim wodzem. Pouczył ich, żeby walczyli nawet w porze sabbatu (szabatu), bo jeśli dla przestrzegania praw będą powstrzymywać się od boju, sami staną się dla siebie wrogami; nieprzyjaciele bowiem napadać będą na nich właśnie w owym dniu i jeśli Judejczycy nie stawią oporu, to na pewno wszyscy wyginą bez boju. Przekonały ich te słowa i do dziś przechowała się u nas zasada, że można walczyć w dniu sabbatu (szabatu), jeśli okoliczności tego wymagają („Dawne dzieje Izraela” 12,6.2).

Szabat pozwalał na zachowanie własnej tożsamości. Prawa z nim związane sukcesywnie ulegały wzmocnieniu.
Bezkompromisową postawę w stosunku do nakazów szabatowych odnaleźć można w Księdze Jubileuszów oraz dokumentach z Qumran. Księga Jubileuszów powstała najprawdopodobniej między 161 a 152 rokiem p.n.e., w kręgach kapłanów z Jerozolimy. Rozdział drugi tej księgi (Jub 2,25–27) zawiera szczegółowe regulacje, podkreśla świętość szabatu i wskazuje, że Żydzi, którzy go nie będą przestrzegali winni ponieść śmierć. Tekst określa typy zakazanych prac. Zgodnie z nimi w szabat nie wolno przygotowywać potraw i napojów, wyciągać wody ze studni, przenosić ciężarów i wynosić czegoś przez bramy miasta. Rozdział wskazuje, że ma to być radosne święto odpoczynku i zaznacza, że prawo szabatu jest dane na zawsze dla wszystkich pokoleń. Rozdział 50 tej księgi potwierdza karę śmierci dla osób profanujących szabat i wylicza – już bardziej szczegółowo – zakazy i zalecenia związane ze świętowaniem szabatu.
Druga część Dokumentu Damasceńskiego z Qumran znana jako „Prawa” w większości powtarza restrykcje opisane w Księdze Jubileuszów, jednak niektóre zalecenia zostały zaostrzone. Zdefiniowany został dystans 1000 łokci, którego nie można było przekroczyć podczas podróży odbywanych w czasie szabatu (tzw. tchum szabat). Zakaz przygotowywania pożywienia został uzupełniony o zakaz jedzenia tego, co leży na polu, a zakaz prowadzenia rozmów o interesach został rozszerzony o zakaz wymawiania „głupich lub próżnych słów”. Dokument zaleca, by na szabat wkładano świeżą, wyczyszczoną odzież (11,3–4), ale wprowadza szereg zakazów:
- składania jakichkolwiek ofiar (wcześniej nie było takiego zakazu), poza ofiarą szabatową,
- otwierania naczynia zalepionego smołą (11,9),
- wnoszenia lub wynoszenia czegokolwiek z domu (11,8),
- noszenia przy sobie wonnych maści (11,10),
- noszenia niemowlęcia przez opiekuna (11,11),
- przymuszania niewolnika, służącej lub najemnika do wykonywania pracy (11,12).
- świętowania szabatu w miejscu bliskim poganom (z obawy przed profanacją) (11,15).

Zdaniem Flawiusza („Wojna Żydowska” II, 147) esseńczycy (utożsamiani przez badaczy z mieszkańcami Qumran) „w każdy Szabat, o wiele bardziej surowo niż inni Judejczycy, wystrzegali się jakiejkolwiek pracy: nie tylko, że przygotowywali posiłki dzień wcześniej, by nie musieli rozpalać ognia tego dnia (por. Wj 35,3), ale nie ośmielali się nawet przenosić sprzętu na inne miejsce lub iść z potrzebą”. Według Ewangelii Marka Jezus zauważał nadmierny rygoryzm święta: „Szabat został ustanowiony dla człowieka, a nie człowiek dla Szabatu” (Mk 2,17).

## Szabat według Miszny
Talmud rozwija ogólny zakaz wykonywania pracy, który został ujęty w biblijnych opisach: „Przez sześć dni wykonywać się będzie pracę, a w dniu siódmym będziecie mieli święty sabat całkowitego odpoczynku dla Pana; każdy, kto w nim będzie wykonywał pracę, poniesie śmierć. Nie będziecie rozpalać ognia w żadnej z waszych siedzib w dzień sabatu” (Szemot / Wj 35, 2–3) oraz „Sześć dni będziesz pracował i wykonywał wszelką twoją pracę, ale siódmego dnia jest sabat Pana, twojego Boga. Nie będziesz wykonywał żadnej pracy ani ty, ani twój syn...” (Dewarim / Pwt 5, 12–13).
Szczegółowe zasady obchodzenia szabatu zostały opisane w Misznajot Szabat – traktacie zawartym w Moed, drugim z sześciu porządków (działów) Miszny. Traktat przedstawia między innymi 39 głównych kategorii zakazanych czynności (awot melachot) funkcjonujących według reguły melechet machszewet asra Tora (zakazana przez Torę czynność twórcza/konstruktywna), zgodnie z którą karze podlega świadome i umyślne złamanie nakazu. Rozróżniane są także okoliczności popełnienia grzechu: be-mezid (celowe i świadome złamanie zakazu), be-szogeg (omyłkowe, nieumyślne, np. bez świadomości, że jest szabat), ba’l korcho (wbrew woli), pszia’ (będące konsekwencją niedbalstwa) lub mitasek (bezwiedne wykonanie czynności zakazanej, czyli wymagającej konstruktywnego myślenia/planowania, ale ze świadomością istnienia święta).
Powstrzymywanie się od wykonywania jakichkolwiek prac nosi nazwę tosefet szabat. Naruszenie, złamanie szabatu nazywa się chilul szabat.

### Awot melachot
Misznajot Szabat wylicza 39 awot melachot, a każda z tych kategorii obejmuje liczne (nawet 1521, czyli = 39 × 39) skonkretyzowane zakazane prace „pochodne” toladot (wg Hirsha: toledot, wg tłumaczenia Miszny toldot) – przykładowo opisane w nawiasach:
1. oranie (w tym: nawożenie, wyrównywanie terenu, ale w tym także: robienie bruzd w ziemi – również powstałych przy okazji ciągnięcia ciężkiego przedmiotu po ziemi, usuwanie chwastów, kamieni, zamiatanie ziemi, gra w kulki na ziemi. Zakazy te dotyczą także ziemi ogrodniczej w doniczce[43]),
2. sianie (w tym: podlewanie roślin, przycinanie drzew i krzewów, ale także: rzucanie pestek na ziemię (np. z jedzonych owoców), pielęgnacja roślin – także doniczkowych[43]),
3. zbieranie plonów (w tym: zrywanie kwiatów, zrywanie owoców, ale także: koszenie trawnika, przesuwanie doniczek, zbieranie miodu z uli, dosiadanie zwierzęcia, łamanie gałęzi (również jako uboczny skutek innej czynności), jazda wozem ciągniętym przez zwierzęta[44]),
4. wiązanie snopów (w tym: układanie owoców w stertę, formowanie wieńca z kwiatów, nawlekanie owoców na nić, czy ściskanie owoców w garści[45]),
5. młócenie (w tym: łupanie orzechów, łuskanie grochu, ale także: wyciskanie owocu z soków, dojenie zwierząt – w tym ostatnim zakresie należy skorzystać z rady osoby biegłej w zakresie wymogów halachy, jak zapewnić zwierzętom wydojenie w szabat[45]),
6. przewiewanie ziarna (w tym: przecedzanie płynów, ale także: dzielenia przedmiotu na różne części czy usuwanie zbędnych części jedzenia przez rozdmuchiwanie[45]),
7. sortowanie (wszelkie oddzielanie części przydatnych od nieprzydatnych, moczenie w wodzie i cedzenie owoców lub warzyw[45]),
8. przesiewanie przez sito (w tym: przesiewanie mąki)[46],
9. mielenie (w tym: mielenie kawy, pieprzu czy innych składników pożywienia, szlifowanie papierem ściernym, piłowanie, krojenie warzyw i owoców na mniejsze części[47]),
10. wyrabianie ciasta (także: mieszanie różnych wyrobów z wodą, w tym: mąki, ziemi czy cementu – czasem także wylewanie płynów na substancję stałą[48]),
11. pieczenie (w tym: podgrzewanie powyżej temperatury 40° Celsjusza, mieszanie gotującego się jedzenia, ale także: grillowanie, smażenie, prażenie, suszenie drewna w piecu[48]),
12. strzyżenie owiec (w tym: odcinanie od zwierząt ich wełny lub piór, ale także strzyżenia człowieka, obcinania paznokci, skórek, usuwania odcisków, czy wyrywania włosów z futra[48]),
13. wybielanie (w tym: usuwanie plam, namaczanie ubrań oraz wszelkich innych działań związanych z czyszczeniem i upiększaniem tkanin i ubrań[49]),
14. czesanie surowych materiałów (rozdzielanie tkanin wykonanych ze splotów oraz materiałów stanowiących jedną całość na pojedyncze nici[50]),
15. farbowanie (zmienianie lub wzmacnianie barw tkanin lub przedmiotów, w tym: malowanie ścian, rozpuszczanie barwników w wodzie, wywoływanie klisz fotograficznych, lakierowanie paznokci, robienie makijażu[50]),
16. przędzenie (w tym: wykonywanie lin lub nici, a także naprawianie splotu już istniejących[50]),
17. melacha mesech[50] – przygotowanie krosna[e][46],
18. melacha osei batei nirim – inny rodzaj przygotowywania krosna do tkania[50] (w tym: robienie pętelek[46])[e],
19. tkanie (w tym: haftowanie, cerowanie, wyplatanie koszyków[46])[e],
20. rozdzielanie na nitki (w tym także: usuwanie nitek z ubrania, innej tkaniny, haftu czy np. bandaża, prucie nici, usuwanie fastrygi, albo rozdzielania nici na drobniejsze nitki[51]),
21. związywanie węzła[52],
22. rozplątywanie węzła[52],
23. szycie (w tym: sklejanie, zszywanie papieru zszywkami, łączenie skóry czy innych materiałów[52]),
24. rozdzieranie (w tym: prucie ściegów, sklejonego lub inaczej połączonego papieru, tkanin czy innych materiałów[52]),
25. chwytanie zwierząt pułapkę albo łowienie (w tym: łapanie zwierząt (w tym owadów) ręką, zastawianie siatek na owady, zastawiania sideł i pułapek, zaganianie zwierząt do zamkniętego pomieszczenia, zamykania okna (by zapobiec wyfrunięciu ptaka), zamykania pojemnika do którego wleciał owad[52]),
26. zarzynanie – ubój (w tym: wyciąganie ryb z wody, zabijanie owadów, zadawanie ran, powodowanie krwawienia, czy uciskanie rany w taki sposób by krwawiła[52]),
27. odzieranie ze skóry (ale dozwolone jest zdejmowanie, podczas posiłku, skóry z upieczonego kurczaka[52]),
28. garbowanie (w tym także: natłuszczanie skóry, lub smarowanie butów tłuszczem, obróbka różnych materiałów w roztworze chemicznym, a tym samym marynowanie pokarmów i solenie mięsa[53]),
29. obcinania niepotrzebnych kawałków[53] obejmuje wygładzanie lub obcinanie skóry (w tym: polerowanie butów, nakładanie kremu, używanie kostki mydła, szlifowanie przedmiotu papierem ściernym, zeskrobywanie brudu/błota z butów za pomocą kawałka metalu lub specjalnej skrobaczki[53]),
30. zaznaczanie linii (a także figur geometrycznych – w tym za pomocą farby, atramentu, czy nawet paznokcia – np. w celu zaznaczenia do późniejszego przecięcia lub podzielenia[53]),
31. przycinanie według formy (w tym: cięcie, wyrywanie, rozdzieranie danego materiału, by uzyskać oczekiwany kształt; ale także ostrzenie ołówka, odłamywanie drzazgi od kawałka drewna (np. z przeznaczeniem na wykałaczkę)[53]),
32. pisanie (w tym: rysowanie wzorów, które mają jakieś znaczenie, stawianie pieczęci, haftowanie wzorów lub liter, drukowanie; niewskazane są także czynności, w konsekwencji których może występować potrzeba notowania[54]),
33. wymazywanie napisów (bez względu w jaki sposób, na jakim materiale i jaką techniką[55]),
34. budowanie – wszelkie czynności ukierunkowane na wznoszenie konstrukcji (w tym: wykonywanie wykopów pod fundamenty, wylewanie betonu, montaż stolarki okiennej i drzwiowej, zamiatanie niebrukowanej powierzchni, rozbijanie namiotu, wbijanie gwoździa w ścianę, wiercenie dziury, montaż przepierzenia[55]),
35. burzenie (niszczenie budynku),
36. rozpalanie ognia (w tym: palenie papierosów, włączanie światła, zwiększanie płomienia, podtrzymywanie ognia, dokładania, czy dolewania paliwa do istniejącego już płomienia[55]),
37. gaszenie ognia (w tym: gaszenie świecy, by poprawić knot, ale także odcinanie dopływu paliwa, skracanie czasu przez jaki ogień będzie płonął[53]),
38. ostatnie uderzenie młotkiem (dokończenie wytwarzania jakiegoś przedmiotu) (w tym: naprawienie zegarka, włożenie sznurówek do nowych butów, ostrzenie noży, mocowanie uchwytów narzędzi[56]),
39. przenoszenie przedmiotów z przestrzeni prywatnej do publicznej (i na odwrót) – bez względu na sposób technikę przenoszenia, w tym: przenoszenie, noszenie w kieszeni, przerzucanie, przekazywanie innej osobie, ciągnięcie, pchanie itd.[56]

Za przekroczenia zakazu groziło ukamienowanie (jeśli dopuszczający się wykroczenia był wcześniej uprzedzony), hebr. ‏תרַכָּ‎ karet („wycięcie”, „przedwczesna śmierć”, „wytępienie”, „zagłada”, wyłączenie ze wspólnoty – pierwotnie wiązało się z faktycznym uśmierceniem, a później już tylko z wyrażanym życzeniem, by Bóg pomścił występek wczesną śmiercią grzesznika) lub powstawał wymóg złożenia ofiary przebłagalnej (jeśli zakaz został złamany nieświadomie). Zakazy można naruszyć jedynie w przypadku zagrożenia życia lub zdrowia, a także przy zagrożeniach dotyczących mienia (np. przy potrzebie gaszeniu pożaru, pielęgnowaniu chorego, obronie kraju).
Traktat poświęca także sporo miejsca samym przygotowaniom do święta: przedświątecznym zakupom, przygotowywaniu odpowiednich potraw, ozdabianiu domu, kwestiom ubioru na szabat, czy kulbaczeniu koni. Kodyfikuje także zasady dotyczące obrzezania, pochówków, odbierania porodów oraz innych codziennych czynności (np. kąpieli, nakrywaniu do stołu, sprawom oświetlenia mieszkania). Komentarze i uzupełnienia do tego traktatu zostały ujęte w Talmudzie Babilońskim (Talmud Bawli), Talmudzie Jerozolimskim (Talmud Jeruszalmi) oraz w Tosefcie.

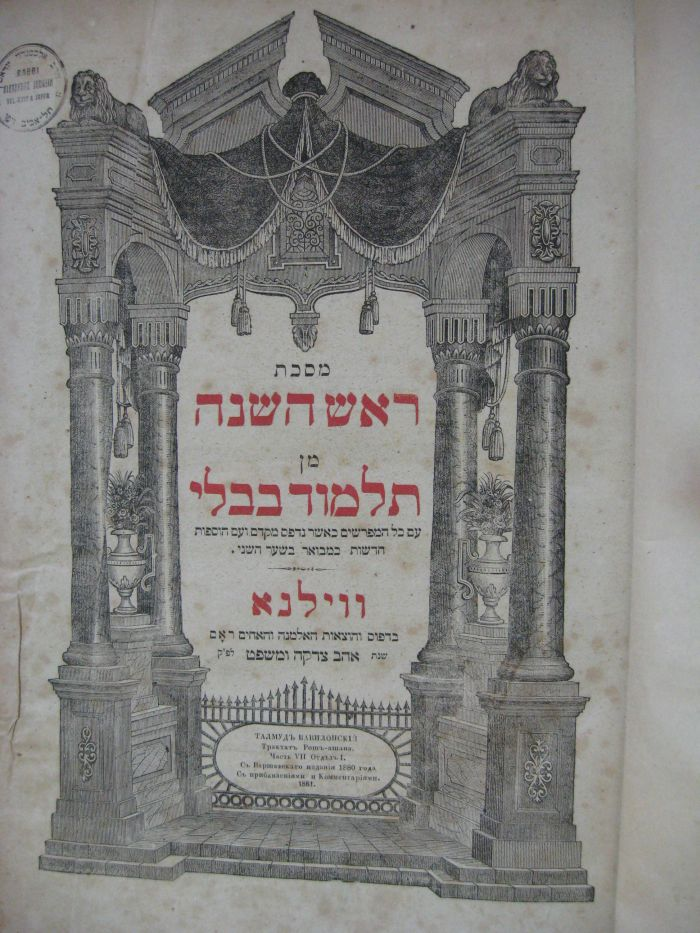
Talmud Babiloński (Talmud Bawli), wyd. Wilno 1880–1886

### Toladot– rozszerzenia zakazów
Wspomniane wyżej kategorie awot melachot grupują rozszerzenia zakazów (toladot). Np. dwie główne kategorie dotyczą zakazów: „związywania węzła” i „rozplątywania węzła”. Wprowadzone więc zostały uszczegółowienia konkretnych rodzajów zakazanych węzłów. Istotne jest więc rozróżnienie, czy węzeł jadącego na wielbłądzie lub węzeł żeglarski był zawiązany w sposób zamierzony, czy też nie, czy dany węzeł można rozwiązać jedną ręką, czy węzeł jest wiązany przez kobietę na ubraniu albo czy węzeł dotyczy pakowania artykułów spożywczych. Ogólny zakaz dotyczący „gaszenia ognia” jest rozpatrywany z uwzględnieniem, czy dotyczy ratowania życia (wówczas można gasić), czy dotyczy gaszenia świętych ksiąg (można, choć istnieją kontrowersje, czy można gasić księgi chrześcijan, w których zapisane jest imię Boga). W pewnych przypadkach elementy stroju mogą być interpretowane jako ubranie robocze, a tym samym podlegać pod zakaz.
Najliczniejsze kontrowersje i rozróżnienia dotyczą ogólnego zakazu przenoszenia. Istnieje wiele szczegółów co do miejsca, rodzaju budowli, szerokości drogi (ponad lub poniżej 15 łokci), ilości kondygnacji, cech wolnej przestrzeni albo czy dane miasto jest otoczone murem i jego bramy są w nocy zamknięte. Należy przede wszystkim uwzględnić, czy: miejsce lub miejsca należą do osoby (rehut ha-yaḥid), czy jest to otwarta przestrzeń publiczna, w tym autostrady i arterie komunikacyjne (reshut ha-rabbim), albo czy przestrzeń, w której miałoby się odbywać przenoszenie nie należy ani do pierwszej, ani do drugiej kategorii, ale ma cechy szczególne (karmelit). Zakaz przenoszenia przedmiotów może rodzić problem choćby podczas wyjścia do synagogi, gdy trzeba ze sobą zabrać klucze do mieszkania. W tej sytuacji można zastosować „pasek szabatowy”. Klucz przymocowany do niego w sposób trwały, staje się częścią ubrania. Można także wykonać ozdobny klucz (np. ze srebra), który pełni już wówczas funkcję (dozwolonej) biżuterii.

### Zawieszenia szabatu
Ze względu na obowiązki wyższego stopnia mogło być zastosowane zawieszenie szabatu (hebr. doḥin et ha-shabbat = odsuń lub odstąp od szabatu). Do przykładów należy m.in. obowiązek obrzezania chłopca, który ma pierwszeństwo przed szabatem, ale wszelkie przygotowania do tego obrzędu muszą być zakończone przed jego nastaniem. Zawieszenie szabatu następuje w przypadku porodu Żydówki, albo zagrożenia życia. W innym przykładzie: woda może zostać przelana do koryta, aby zwierzę mogło pić samodzielnie.

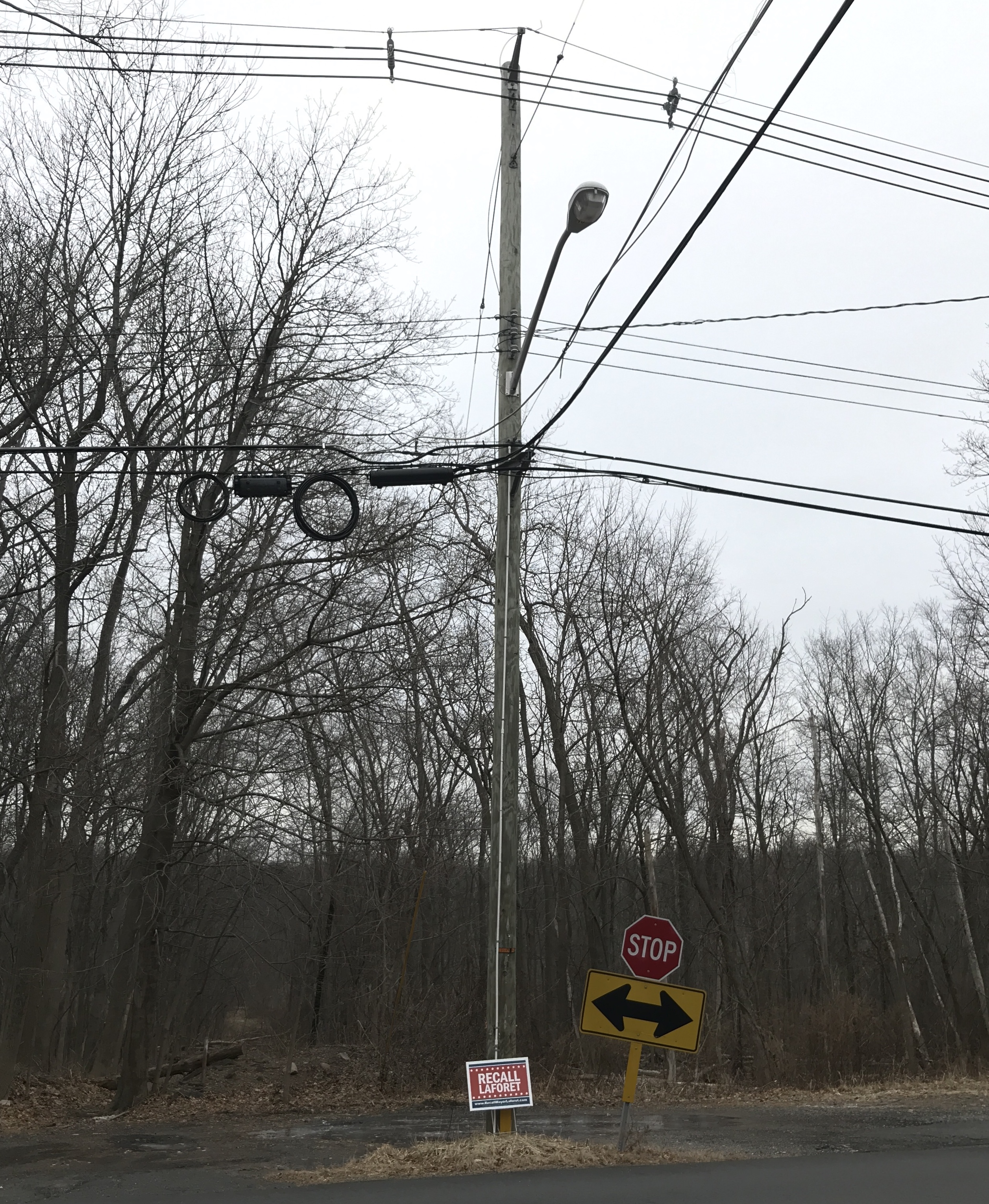
Zastosowanie ejruw chacerot w Mahwah, New Jersey

### Eruwin
Z czasem wypełnianie zaleceń i zakazów związanych ze świętowaniem szabatu okazywało się kłopotliwe lub sprawiało nieprzewidziane utrudnienia. W związku z tym, tradycja żydowska dopuściła stosowanie tzw. eruw (l.mn. eruwim, (hebr.) = zmieszanie; (jid.) ejruw) – czynności, które umożliwiały rozwiązanie utrudnień. Przepisy i wskazówki umożliwiające dostosowanie do wymogów reguluje Eruwin, drugi traktat drugiego porządku Miszny (Moed). Składa się z 10 rozdziałów. Opisuje „obrządki ustalające wspólnotę przestrzeni i umożliwiające wyjście z domu, czy przenoszenie czegokolwiek w Szabat, oraz zezwalające w dniu świątecznym, który przypadł w piątek, przygotować jadło na Szabat”.
- Ejruw chacerot ((hebr.) = zmieszanie podwórek) umożliwia przenoszenie przedmiotów w domu i poza nim. W tym celu należy otoczyć sznurem lub drutem (takie prowizoryczne ogrodzenie również nazywano ejruw chacerot) kilka sąsiednich domów, i w ten sposób symbolicznie połączyć je w jedną posiadłość. Ogrodzony teren staje się prywatnym podwórkiem wspólnej „rodziny”, dzięki czemu można poruszać się bez ograniczeń w jego obrębie. Podobny skutek wywołuje przyniesienie do wybranego domu przez każdą z rodzin talerza z pożywieniem[38].
- Ejruw tawszilin ((hebr.) = zmieszanie pokarmów) umożliwia przyrządzenie potraw szabatowych w sytuacji gdy w piątek przypada inne święto. Wprawdzie w dzień świąteczny (poza Jom Kipur) nie można gotować potraw poza tymi, które są przeznaczona do bieżącego spożycia, ale jeśli w przeddzień święta upiecze się jajko, to w ten sposób symbolicznie rozpocznie się proces przyrządzania potraw na szabat. Można je wówczas kontynuować w dzień następny (świąteczny)[38].
- Ejruw tchumim ((hebr.) = zmieszanie granic) umożliwia podróż w szabat na dystans ponad przepisane 2000 łokci, ale pod warunkiem, że dana osoba przygotowała jeszcze przed rozpoczęciem szabatu dwa posiłki (np. na talerzu niewielką ilość żywności) usytuowane w takim zasięgu od domu, co pozwalało na „rozszerzenie” przestrzeni domowej o dalsze 2000 łokci[38].

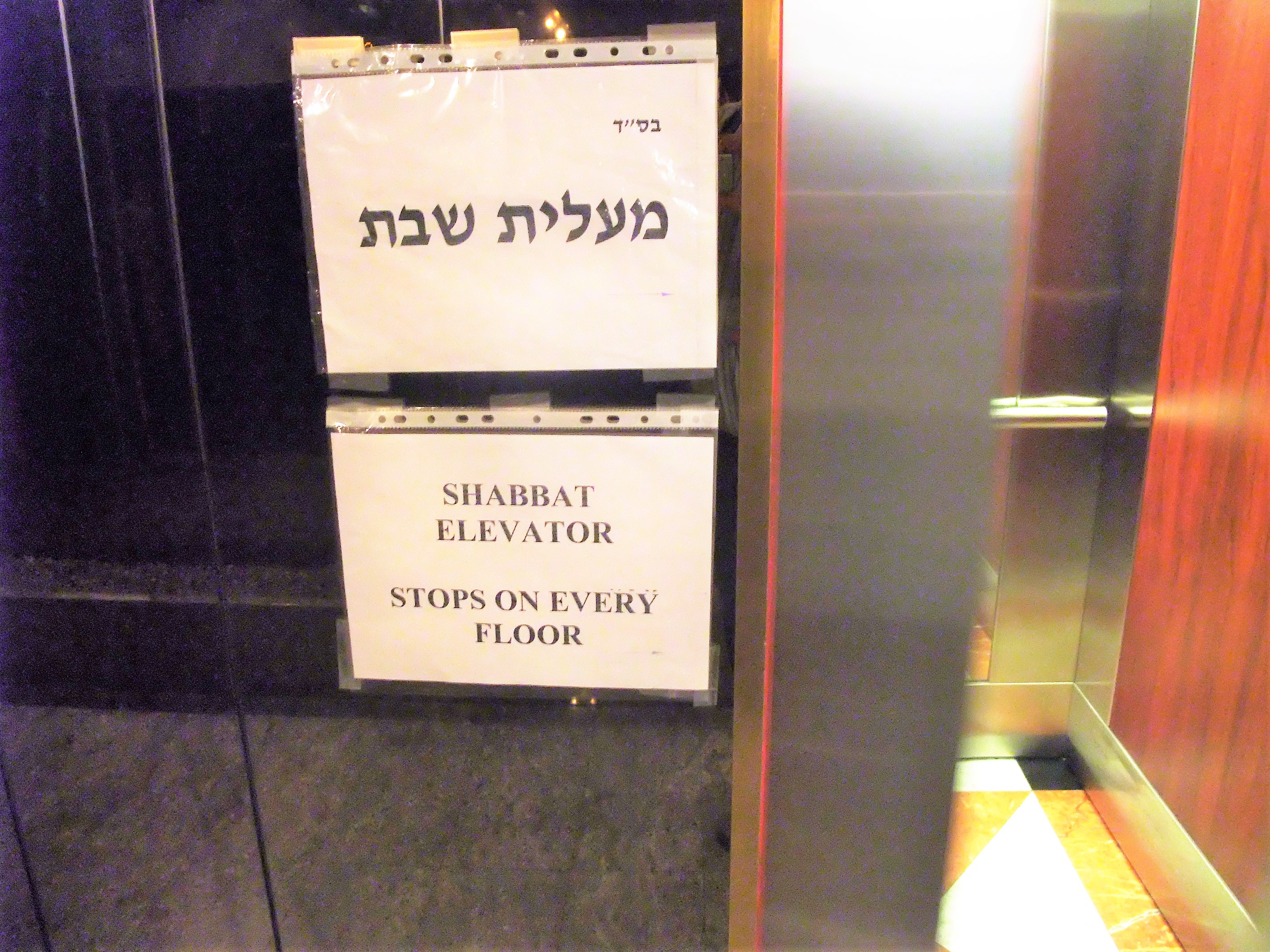
Winda szabatowa – podczas szabatu winda samoczynnie zatrzymuje się na każdym piętrze i nie wymaga obsługi ze strony pasażera (Hajfa, Izrael)

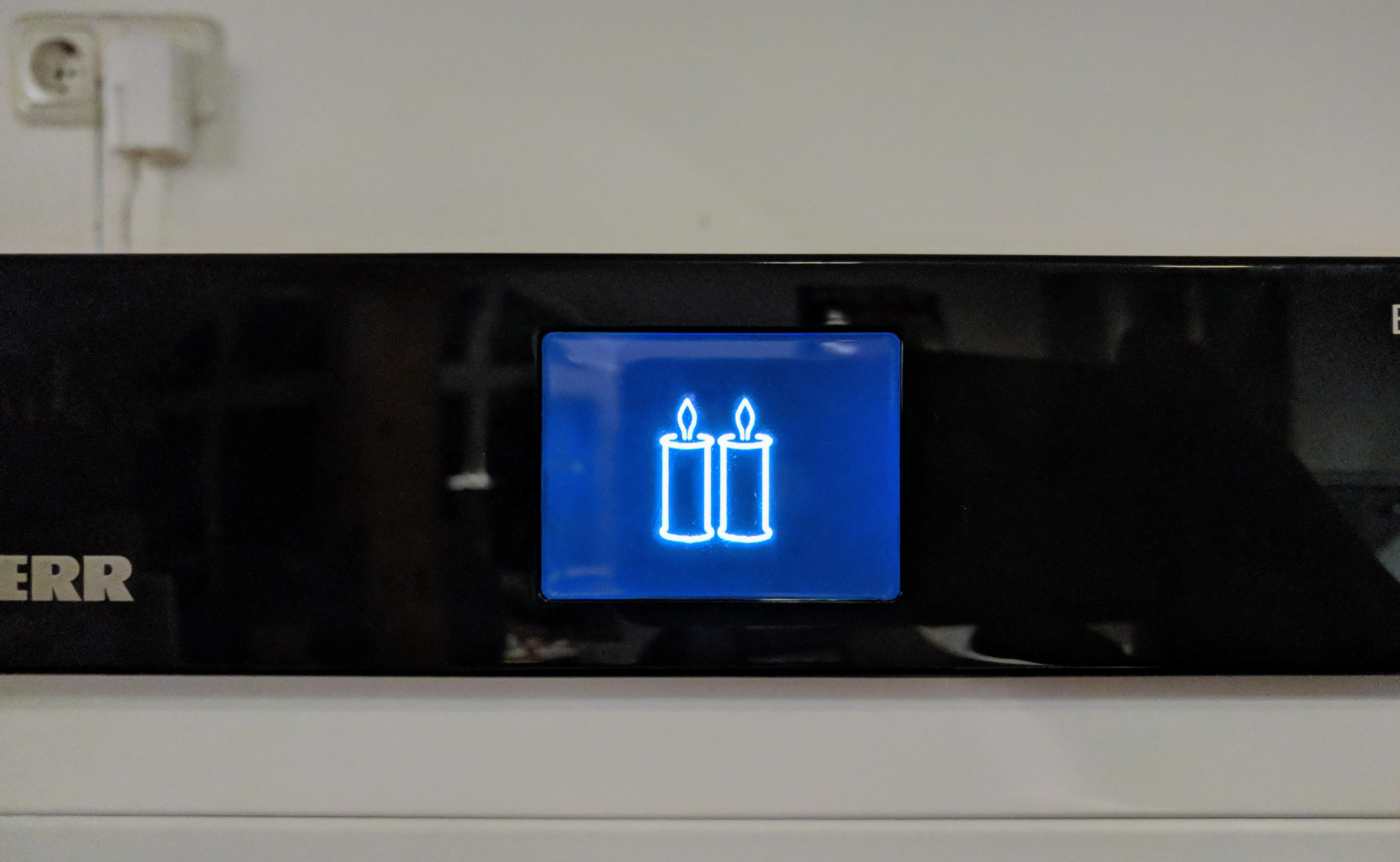
Chłodziarka wyświetla symbol funkcjonowania w trybie szabatowym

### Utrudnienia geograficzne
Komentarz do Misznajot Brachot jasno określa, że szabat trwa od zachodu do zachodu słońca. Wyznawcy judaizmu, którzy mieszkają, lub w czasie szabatu w okresie letnim znajdą się na obszarze położonych między 57 równoleżnikiem a biegunem, napotykają na problem polegający na tym, że w tym czasie występują tam białe noce, czyli przez długi czas nie występuje zachód słońca i nie zapadają ciemności. Nie ma więc cet ha-kochawim – nie widać gwiazd. Tym samym nie można dokładnie wypełnić nakazu świętowania od zachodu do zachodu słońca. W skrajnym przypadku, gdzie słońce polarne wschodzi w szabat, a po 24 godzinach nie występuje widoczny na danym terenie zachód słońca, to wyznawcy mogą, teoretycznie, mieć do czynienia z wielomiesięcznym szabatem. Poszczególne opinie próbują dopasować wymogi szabatowe do realiów.
Jedna z opinii radzi, by odnotować chwilę, w której słońce jest widoczne najniżej nad horyzontem. Inna zaleca, by podporządkować się rytmowi i lokalnemu czasowi społeczności, z której dany wierny pochodzi. Według innej opinii szabat powinien być obchodzony w czasie zgodnym z porą zachodu słońca najbliższej gminy żydowskiej, na której obszarze nie występują białe noce. Jeszcze inne rozwiązanie polega na przyjęciu do obliczeń początku szabatu czasu jerozolimskiego. Ostatecznie nie ma ogólnie przyjętej wersji postępowania, ponieważ problem dotyczy niewielkiej liczby wyznawców lokalnych i turystów. Wierni starają się czasem łączyć elementy różnych opinii.

## Współczesne utrudnienia cywilizacyjne
Rozwój cywilizacyjny przyniósł nowe problemy w zachowaniu maksymalnej zgodności z przepisami szabatowymi. Część z nich nie zostało jednoznacznie rozstrzygniętych. Zdaniem wyznawców judaizmu ortodoksyjnego podróż samochodem jest zabroniona. Judaizm reformowany ją akceptuje, a judaizm konserwatywny dopuszcza podróż samochodem jedynie w celu dotarcia do synagogi. Kontrowersje budzi także kwestia włączania światła elektrycznego. Rabin Zew Greenwald („Bramy halachy: religijne prawo żydowskie”) wyjaśnia, że zakazane jest zarówno włączanie, wyłączanie, jak i regulowanie (np. przyciemnianie światła) urządzeń elektrycznych, w tym urządzeń na baterie. Zakaz ten obejmuje telefony, pojazdy mechaniczne, a także inne urządzenia zasilane paliwami płynnymi (benzyna, ropa, olej), w tym urządzenia centralnego ogrzewania czy bojlery. Wierni muszą zwracać uwagę na drzwi otwierane za pomocą czujników, urządzenia, których praca sterowana jest termostatami (np. piekarniki), czy też urządzenia elektroniczne sterowane przyciskami (np. w zegarki).

## Chilul szabat– złamanie szabatu
Nakaz świętowania szabatu był związany z relacją między Bogiem JHWH a Izraelem:

«Powiedz Izraelitom: Przestrzegajcie pilnie moich Szabatów, gdyż to jest znak między Mną a wami dla wszystkich waszych pokoleń, by po tym można było poznać, że Ja jestem Pan, który was uświęcam. Przeto zachowujcie Szabat, który winien być dla was świętością. I ktokolwiek by go znieważył, będzie ukarany śmiercią, i każdy, kto by wykonywał pracę w tym dniu, będzie wykluczony ze swojego ludu» (Wj 31, 13b–14).

Rozdział drugi Księgi Jubileuszów (Jub 2,25–27) podkreśla świętość szabatu i wskazuje, że Żydzi, którzy go nie będą przestrzegali winni ponieść śmierć. Rozdział 50 tej księgi potwierdza karę śmierci dla osób profanujących szabat.
Niemiecki filozof religii Oskar Goldberg podkreślał szczególny rys pojmowania w judaizmie faktu złamania jedności z Bogiem: „Pozbawiony patosu, rzeczowy ton Pentateuchu, ukazuje się również poprzez fakt, że nie występuje w nim pojęcie »grzechu«. Gdyby bowiem występowało, musiałoby ono mieć odpowiadający mu szczególny termin”.
Gemara w Eruwin omawia kwestię apostazji (hebr. ‏מומר‬‎, mumar = ten, który został zmieniony), i porównuje występek wyznawcy, który dopuścił się chilul szabat – profanacji (naruszenia) dnia sobotniego – do bałwochwalstwa, które stanowiło złamanie przykazania z Aseret hadibrot (Dekalogu) zakazującego oddawania czci jakiemukolwiek innemu bogowi. Pogwałcenie micwy świętowania szabatu jest traktowane jak awoda zara – całkowite odrzucenie żydowskiej wiary. Rabin Izrael Meir Kagan (znany jako Chafec Chajjim) porównywał pogwałcenie szabatu do zachowania sklepikarza, który wyjeżdżając na urlop nie pozostawił na drzwiach sklepu znaku-napisu wyjaśniającego, że zamknięcie sklepu jest tylko czasowe i w przyszłości będzie on funkcjonował dalej. Rabin porównuje obrzędowość szabatu do takiego znaku. Pogwałcenie szabatu – jako wynikającego z Tory „odwiecznego znaku” – porównuje do usunięcia znaku z drzwi sklepu, przez co klienci odchodzą przekonani, że firma trwale zaprzestała działalności. Pogwałcenie „znaku”, którym ma być szabat, stanowi zdaniem rabina potwierdzenie „bankructwa” danej osoby i opuszczenia wiary.
Grzech bałwochwalstwa awoda zara łączy się z chilul HaSzem jako odstąpienie od świętości, jaką jest Tora i szabat.
Świadome łamanie praw szabatu (a’wona ba) jest określone w Tanach:

Lecz człowiek, zarówno tubylec, jak i cudzoziemiec, który popełni to rozmyślnie, znieważa Pana. Człowiek ten będzie wytracony spośród swego ludu, Gdyż pogardził słowem Pańskim i naruszył przykazania Pańskie. Człowiek ten będzie więc wytracony, a grzech jego pozostanie na nim (Lb 15,30–31).

Kto trwa mocno w sprawiedliwości, żyć będzie; lecz kto ugania się za złem, umrze (Prz 11,19).

Konsekwencję złamania zakazu z biblijnej opowieści o upadku pierwszego człowieka (mot tamut – „umrzesz”) Targum Pseudo-Jonatana oddaje terminem thej chajaw katol – „będziesz winny śmierci” i nie wskazuje na fizyczną śmierć grzesznika, ale śmiertelną winę jaka na nim spoczywa.
Członkowie wspólnoty religijnej z Qumran stosowali karę wydalenia ze wspólnoty dla osoby, która dopuściła się profanacji szabatu lub innych dni świątecznych. Za naruszenie norm szabatu sprawca był wydalany ze wspólnoty na 7 lat. Decyzję podejmował 12-osobowy trybunał. Od jego postanowień nie było odwołania. Wydalenie było traktowane jako „wyłączenie z eschatologicznej wspólnoty dzieci światłości”.
Hebrajski termin karet występuje w Tanach (Biblii Hebrajskiej) 289 razy. W poszczególnych wyrażeniach, np. „zostanie wycięty z Izraela” (Wj 12,15) jest w polskojęzycznych przekładach Biblii oddawane przez wyrażenia „usunięty będzie z Izraela” (Biblia Warszawska) lub „wyłączony będzie z Izraela” (Biblia Tysiąclecia), ale w starszych przekładach, np. w Biblii Gdańskiej tłumaczenie zawierało bardziej radykalne wyrażenie: „wytracona będzie dusza ona z Izraela”. Biblia Paulistów (tzw. Najnowszy Przekład) wyjaśnia w przypisie umieszczonym na str. 214: „Nie jest pewne, na czym konkretnie polegała ta kara. Być może chodzi tu o karę śmierci lub banicji, ale możliwe, że polegała ona na pozbawieniu danej osoby praw do uczestnictwa w zgromadzeniach liturgicznych”. W Księdze Rodzaju (Rdz 17,14) termin jest użyty do opisu wykluczenia ze społeczności: „Nieobrzezany, czyli mężczyzna, któremu nie obrzezano ciała jego napletka, taki człowiek niechaj będzie usunięty (וְנִכְרְתָ֛ה) ze społeczności twojej”.
Amerykański teolog żydowskiego pochodzenia David H. Stern opisuje trzy stopnie wykluczenia ze żydowskiej wspólnoty:
- n’zifa (nagana), po którym ukarany nadal uczestniczy w życiu kahału,
- niddui (wyrzucenie, odrzucenie), po którym członek kahału zostaje zawieszony w prawach na okres 30 dni,
- cherem (klątwa), po którym winny traktowany jest przez wspólnotę jak umarły.

Poszczególne ugrupowania żydowskie wykazywały zróżnicowany system karania.
Pierwotnie słowo hebr. ‏תרַכָּ‎ karet miało znaczenie „ciąć, ściąć” i zestawione z wymierzeniem kary zdaje się raczej wskazywać na śmierć winowajcy, a nie wypędzenie, ekskomunikę, wykluczenie, czy też zawieszenia winnego żyda w prawach członka wspólnoty. Taki też jest sens kontekstu użycia słowa hebr. ‏תרַכָּ‎ w Biblii Hebrajskiej. Gdy na kartach Tanach pojawiają się opisy odizolowania osób od społeczności żydowskiej winnych złamania prawa lub np. nieczystości rytualnej, to nie jest wówczas używane słowo karet. Rozumienie tego terminu jako kary pozbawienia życia funkcjonuje w tłumaczeniu Septuaginty, w Talmudzie babilońskim i Talmudzie jerozolimskim, a także w regułach społeczności z Kumran. Ówczesne społeczności nie stosowały kary śmierci. Miszna (między innymi w traktacie Szabat 6a–b), nawiązując do kary za złamanie szabatu, używa określenia hebr. ‏תרכ לקסנו‎, co sugeruje przewidzianą w Księdze Liczb (Lb 15,32–36) karę śmierci przez ukamienowanie. Raczej pozostawiały karę Bogu, jako „wycięcie z przyszłego świata”.
Rabini talmudyczni, przeważnie opisują karę „wycięcia” jako wykonywaną przez samego Boga, bez udziału człowieka. W traktacie Miszny Jewamot (49a) zawarta jest opinia rabina Szymona z Temanu, wspominającego „wycięcie ręką niebieską” (תרכ ידיב םימש).

### Korzystanie z usługszabes-goj
Liczne ograniczenia wynikające z rozbudowanych awot melachot skłaniały żydów do szukania osób spoza swojej społeczności religijnej, które za wynagrodzeniem wykonywały prace objęte melachą. Wynajmowany szabes-goj między innymi: gasił w piątkowy wieczór zapalone świece, a w chłodne sobotnie poranki rozpalał ogień w piecu. Jednak zgodnie z prawem żydowskim zlecanie takich prac nie-żydowi jest zakazane. Reguła rabinacka amirah le-goj szebut (tj. „Nakazanie poganinowi wykonywania pracy w szabat jest nadal naruszeniem prawa szabatu”) obejmowała także czas tuż po zakończeniu szabatu. W wyjątkowych okolicznościach rabini mogli wyrażać zgody na zatrudnianie nie-żydów. Podstawą do stosowania wyjątków mogły być chłody w krajach położonych w chłodniejszych strefach klimatycznych. Halachy w tym zakresie są skomplikowane (Orach chajim 307, 2–5).

### Dopuszczalne wyjątki w sytuacji zagrożenia życia lub zdrowia
Naruszenie szabatu jest dopuszczalne tylko w sytuacji konkretnych przypadków zagrożenia życia, zdrowia lub konieczności ochrony mienia. Zawieszenie prawa szabatowego następuje w przypadku ratowania ludzkiego życia (pikuach nefesz). Kwestię, czy dana sytuacja stanowi bezpośrednie zagrożenie dla życia (safek pikuach nefesz), czy też tylko potencjalną sytuację zagrożenia, musi rozstrzygnąć sam ratujący. Winien jednak minimalizować naruszenia szabatu.
Halachy regulujące zasady przyjmowania leków podczas szabatu są skomplikowane i możliwość ich stosowania musi być konsultowana z rabinem. Żyd, którego życiu nie zagraża niebezpieczeństwo, ale który ze względu na osłabienie lub wyczerpanie musi leżeć w łóżku, może być uznany za osobę chorą i tym samym może przyjmować leki. Za osobę chorą uznaje się także małe dziecko.

## Znaczenie święta
Wielowiekowa tradycja świętowania szabatu przyczynia się do umocnienia więzi w rodzinie i ugruntowywania poczucia tożsamości społeczności żydowskiej. Kształtujący się na przestrzeni wieków kanon czynności liturgicznych, modlitw i błogosławieństw przyczynił się do wzmacniania poczucia świadomości i identyfikacji narodowej. Szabat stał się najważniejszym świętem w judaizmie.
Według żydowskiego teologa i filozofa Abrahama Heschela, sam dzień szabatu jest „zaproszeniem do uczestnictwa w tym co wieczne w czasie, do zwrócenia się od rezultatu stworzenia – do tajemnicy stworzenia, od świata stworzonego – do stworzenia świata”. Można więc określić, że szabat jest nie tylko czasem zaprzestania codziennej krzątaniny, ale rolą tego święta jest uświęcanie czasu. To pozostałe dni tygodnia są poświęcone przestrzeni i rzeczom – w kalendarzu żydowskim dni tygodnia (niedziela, poniedziałek itp.) nie mają nazw własnych, lecz są ponumerowane. Po kolei dni tygodnia: jom riszon = dzień pierwszy, jom szeni = dzień drugi, jom szliszi = dzień trzeci, jom rewii = dzień czwarty, jom hamiszi = dzień piąty, jom sziszi = dzień szósty. Następny nie nazywa się jednak jom szwi’i, czyli dzień siódmy, ale szabat. Po to, by podkreślić jego rangę, przypomnieć, że jest centralnym punktem, a poszczególne dni są odliczanie czasu do jego nadejścia.
Biblista Waldemar Chrostowski zwraca uwagę na znaczenie szabatu w kontekście zapisu Dekalogu: Wejom haszszewii szabat lAdonaj („A dnia siódmego Szabat, odpoczynek dla Pana”). Pierwszym z dwóch wymiarów święta jest odpoczynek (szabat), a drugim „odpoczynek dla Pana”, świętowanie. Zarówno w warstwie liturgicznej, jak i w podstawowym przekonaniu religijnym człowieka, święto jest „przedsmakiem Przyszłego Świata” (Olam ha-Ba), którego wyobrażeniem ma być niekończące się święto. Wyrazem wzniosłego charakteru i radości (simcha) święta jest popularne życzenie Szabat szalom („Niech twój szabat będzie szabatem pokoju”, „Dobrego szabatu”).
Rabin Shraga Simmons wyjaśnia wyjątkowość świętowania szabatu: „Szabat znajduje się w samym centrum żydowskiej świadomości. To jest jedyny obrzęd, którego przestrzeganie jest wpisane w Dziesięcioro Przykazań. I jest jednym z największych źródeł żydowskiej inspiracji”.

## Formy obrzędowe szabatu
Jednym z głównych wyznaczników prawowitego spełniania szabatu jest Oneg Szabat ((hebr.) = Radość/Rozkosz Soboty; (jid.) Ojneg Szabes), akt spełnienia nakazu simchy (radości). Wywodzony jest z Księgi Izajasza: „jeśli nazwiesz Szabat rozkoszą (…), wtedy znajdziesz swą rozkosz w Panu” (Iz 58,13–14) i ma w kulturze żydowskiej szczególne znaczenie.
Rabini zalecają, by uczynić wszystko co tylko możliwe, by wypełnić Oneg Szabat. Pomóc w tym mają m.in. minimum trzy posiłki szabatowe (szalosz seudot) oraz zapalone świece szabatowe (szabasówki) umieszczone w świecznikach (szabaśniki, sabatniki, szabaśnice). Rabin Majmonides uważał, że zapalenie tych świec jest konieczne do spełnienia części nakazu świętowania szabatu, że gdyby wiernego nie było stać nawet na jedzenie, to winien nawet żebrać, byle tylko zdobyć środki na te światła.

### Przebieg święta
Zgodnie z opisem w 1 rozdziale Księgi Rodzaju kalendarz żydowski przyjmuje, że „dzień” (doba) rozpoczyna się wieczorem po zachodzie słońca, a tym samym szabat rozpoczyna się w piątkowy wieczór.

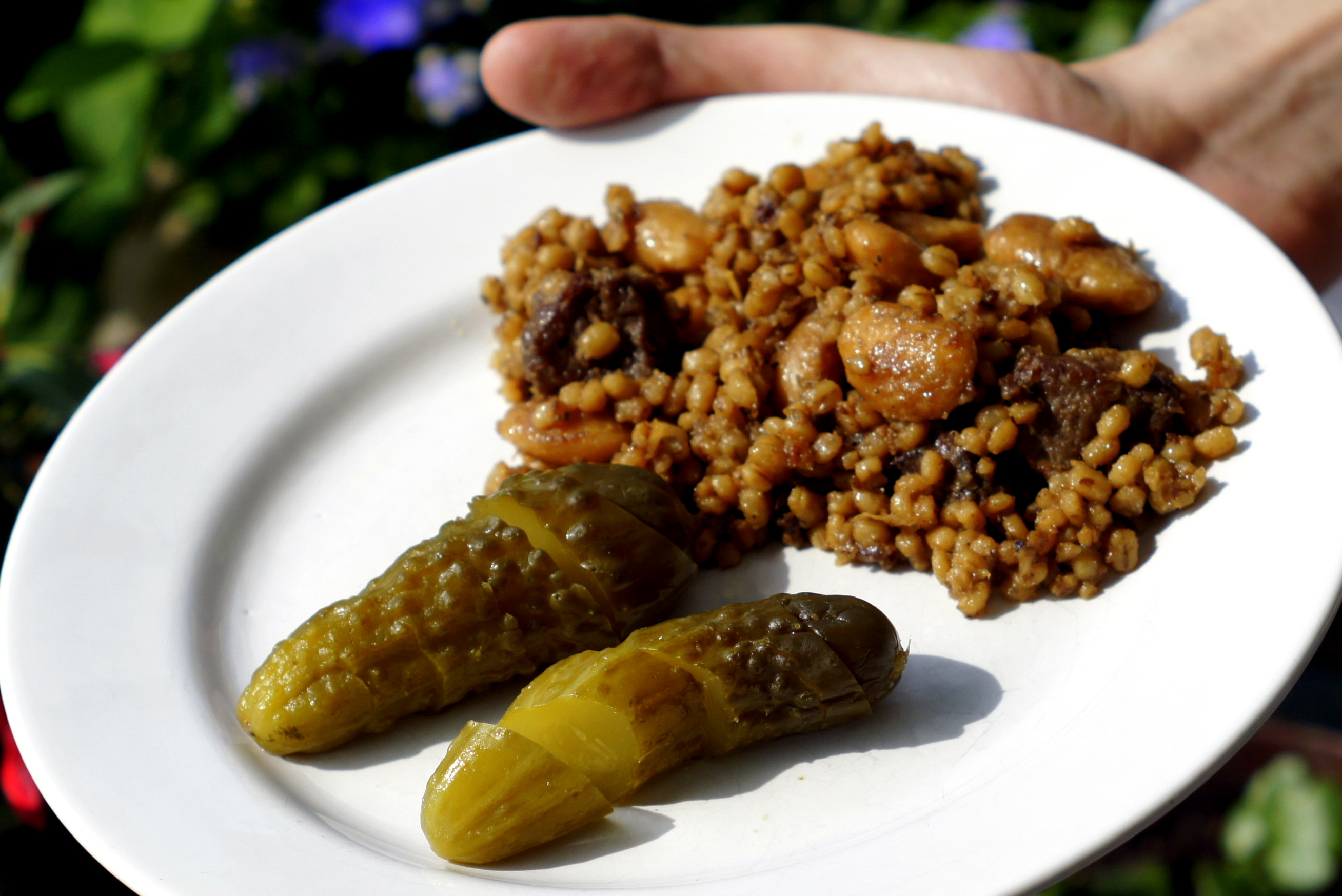
Czulent, popularna potrawa szabatowa

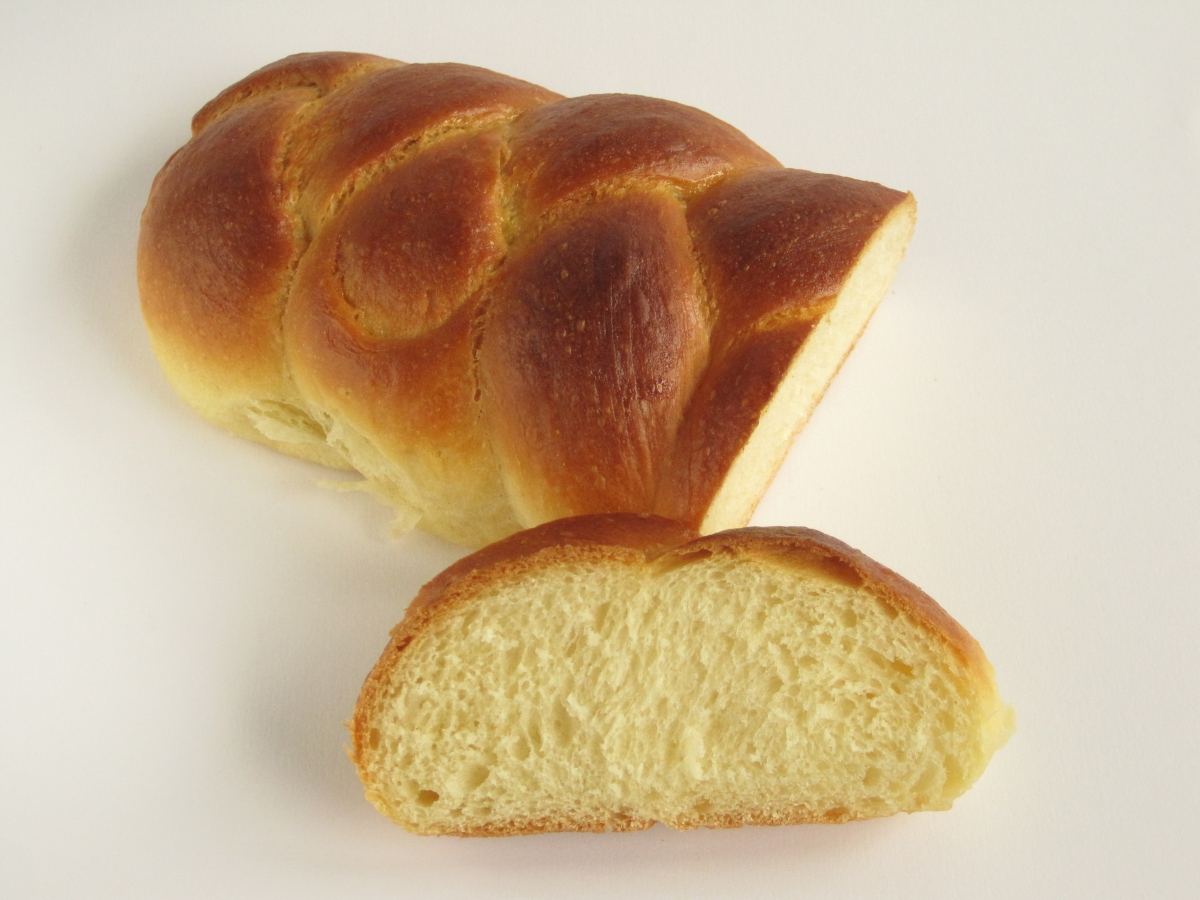
Chałka – lechem miszne

#### Przygotowania
Specjalna micwot ase nakazuje robienie zakupów potrzebnych produktów w piątek rano. Tradycja halachiczna wiąże ją z biblijnym opisem manny, którą Izraelici zbierali w piątkowe poranki w podwójnej ilości, by wystarczyło jej na pożywienie na piątek i na szabat:

A w piątek, [gdy] przygotują to, co przynieśli, będzie [to] podwójna ilość tego, co zbierają każdego dnia.

Zalecane jest pieczenie przez kobiety chały (hebr. chala), plecionego pieczywa, w piątek. Podczas przygotowywania chały gospodyni musi zachować micwę związaną z rytuałem challa, polegającym na oddzieleniu części ciasta i spaleniu go, jako symbolicznego przekazania pierwocin z ciasta, które przed upadkiem Drugiej Świątyni wiązało się z ofiarowaniem części przygotywowanego ciasta na rzecz kapłanów w Świątyni. Zakupy produktów do posiłków, które wymagają dłuższego przyrządzania winny zostać zakupione już w czwartek. W okresie zimowym, zalecane jest robienie całych zakupów spożywczych w czwartek. Pozostałe przygotowania do szabatu powinny trwać przez cały tydzień. Można nabywać upatrzone składniki do szabatowych posiłków – pod warunkiem, że kupione wcześniej, nie zepsują się do święta. Mają to być produkty najlepsze i najdroższe. Bezpośrednie przygotowania obejmują prace kuchenne (gotowanie, smażenie, pieczenie) oraz porządkowe (sprzątanie, pranie, prasowanie). Te przygotowania można zaczynać już w czwartek w południe, tak by były w całości przygotowane przed piątkowym zmrokiem. Po rozpoczęciu szabatu nie wolno już wykonywać żadnych prac przygotowawczych. Troska o świąteczny wystrój domu, przywdzianie odświętnych strojów i przygotowanie najsmaczniejszych dań stanowi wyraz szacunku i uhonorowania szabatu.
W czwartek powinny zostać wyprane, wyprasowane i przygotowane odświętne ubrania, które będą służyły podczas święta. Nie powinny to być te same ubrania, które są używane na co dzień.
W czwartek wieczorem dorośli Żydzi biorą kąpiel (w domu), a w piątek rano w łaźni rytualnej – w mykwie. Okazywany w ten sposób jest szacunek dla szabatu. Jeśli dany kahał nie ma takiej łaźni, to piątkowa kąpiel także może być wykonana w domu. Odbywa się poprzez trzykrotne zanurzenie całego ciała, wraz z głową. Rytuał także musi się zakończyć przed zmrokiem. Jeśli ktoś nie może wziąć kąpieli, to powinien w piątek umyć gorącą wodą dłonie, twarz i stopy.

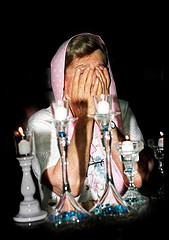
Kobieta wypowiada błogosławieństwo świec (Birkat ha-nerot), przysłaniając oczy

#### Piątek, przed zapadnięciem zmroku
„Encyklopedia żydowska” Emila Hirscha (1906) opisywała tradycyjny początek domowej liturgii szabatowej następująco:
„Po zakończeniu [przedwieczornego] nabożeństwa w synagodze słowami modlitwy «Kadisz sierocy» (Kadisz jatom), obecni spiesznie wracali do domu, gdzie natychmiast po przekroczeniu progu recytowali modlitwę «Pokój wam, aniołowie służebni». Przed tą modlitwą wypowiada się powitanie «Dobrego Szabatu», którym również wracający wymieniają się z napotkanymi po drodze przechodniami. Dalej następuje recytacja przez męża wersetów Księgi Przysłów, zaczynając od 31,10 wysławiających dobrą żonę i gospodynię, po czym rodzice błogosławią młodszych członków rodziny. Starsi synowie otrzymali błogosławieństwo już w synagodze, gdzie rabin pobłogosławił wszystkich młodych członków wspólnoty. Z reguły każda rodzina przyjmuje jako gościa kogoś obcego, spotkanego w synagodze i zaproszonego do wspólnego świętowania Szabatu”.

#### Erew szabat
Do zachodu słońca wszelkie przygotowania muszą być zakończone. W piątek wieczorem (erew szabat) urządzana jest uroczysta wieczerza. Rozpoczyna się od Hadlakat nerot szabat – zapalenia przez panią domu dwóch (lub więcej) świec szabatowych i wygłoszenia przy tym specjalnego błogosławieństwa świec (Birkat ha-nerot). Świece winny być zapalone nie później niż 18 minut przed zachodem słońca (hebr. szkijat ha-chama).
Dwie zapalane świece wnoszą atmosferę pokoju i uspokojenia, i podkreślają znaczenia szabatu. Symbolizują dwa nakazy zawarte w biblijnym (Wj 20,8) zaleceniu – „pamiętaj” i „uświęcaj”. W kontekście kulturowym są jednym z istotnych symboli judaizmu. Podczas ich zapalania, kobieta przysłania powieki dłońmi, by nie widzieć płomieni. Zwyczaj nakazuje, by błogosławieństwo było wypowiadane przed spełnieniem czynności, której się tyczy.
Talmud (Szabat 23b) naucza, że ner micwat we Tora or, czyli „micwa jest świecą, zaś Tora światłem”. Halacha interpretuje ten wers w ten sposób, że kobiety które zapalają świece zyskują zasługę, która realizuje się w postaci światła Tory. Wiele kobiet po zapaleniu świec wypowiada modlitwę, by jej synowie zostali uczonymi w zakresie Tory.

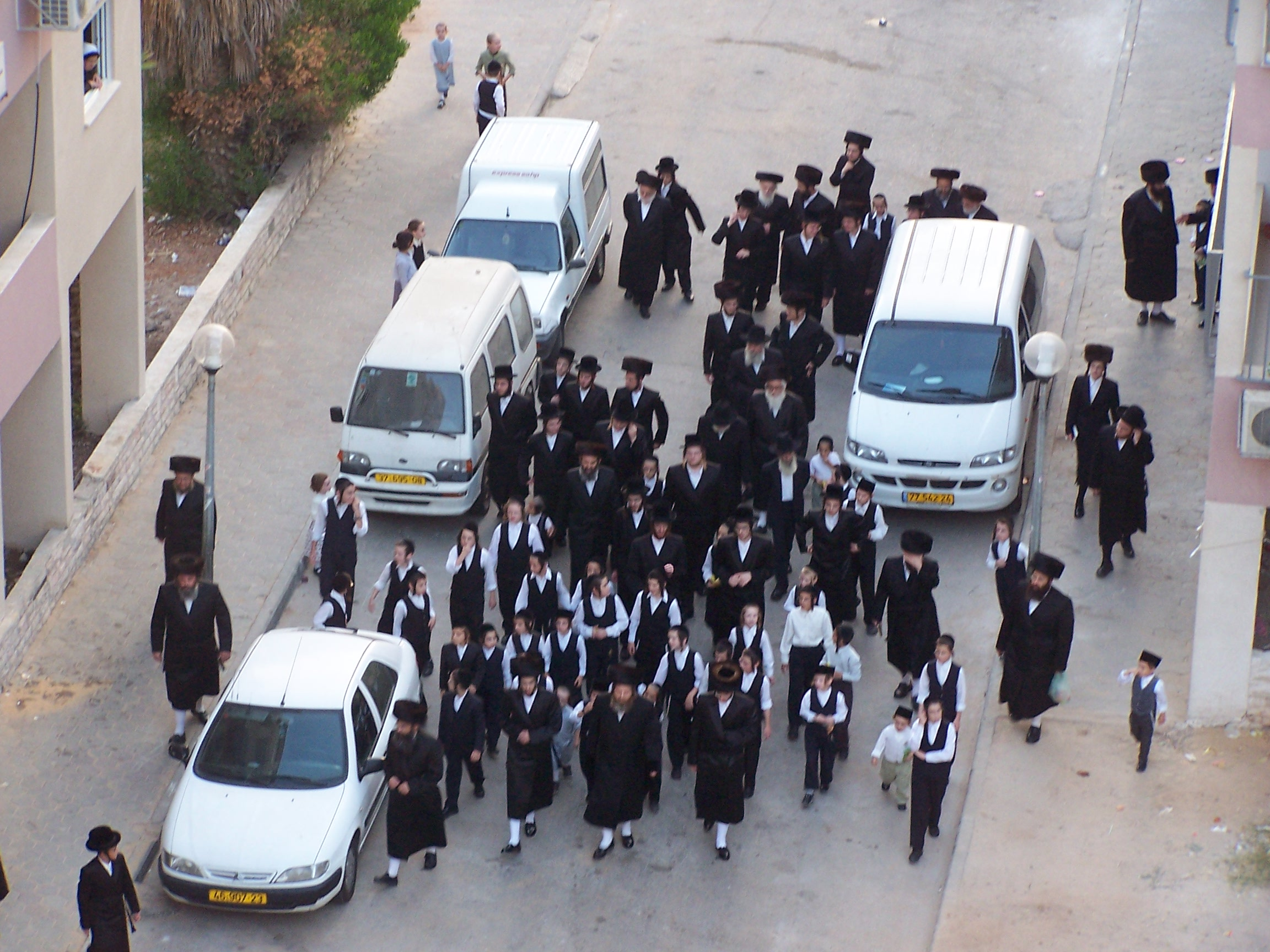
Grupa charedim zmierza do synagogi

##### Kabalat Szabat– powitanie szabatu
Wieczorne modlitwy kahał rozpoczyna od Kabalat Szabat (hebr. = Przyjęcie/Powitanie Szabatu; jid. Kabołes Szabes). Obrzęd sprawowany jest o zmroku lub nie później niż pół godziny po zachodzie. W jego skład wchodzą między innymi fragmenty Psalmów i hymn Lecha dodi. Od momentu zakończenia tego hymnu (lub psalmu Mizmor szir lejom haszabat) zabronione jest wykonywanie wszelkich prac, objętych awot melachot. Po Kabalat Szabat odmawiane są modlitwy składające się na Maariw (Kriat Szema, błogosławieństwa oraz Amida). Na koniec Maariw wierni odmawiają fragment wajechulu (Bereszit 2:1–3), który ma przypominać opis stworzenia świata w sześć dni.

##### Powrót z synagogi
Po powrocie do domu wierni kierują do aniołów śpiew Szalom alejchem i śpiewają (lub recytują) hymn Eszet chajil („Dzielna kobieta”) z Prz 31, wychwalający przymioty kobiety żydowskiej, która ze względu na Boga i Torę zawsze wypełnia swoje domowe obowiązki. Jeśli kobieta, która zapalała świece jest matką, to błogosławi swoje dzieci. Jeśli przed nastaniem szabatu ojciec i matka uczestniczyli w liturgii w synagodze, to po powrocie do domu kładą ręce na odkrytych głowach swych dzieci. Wobec synów wypowiadają biblijne błogosławieństwo (Rdz 48,20), które Jakub udzielał przed swą śmiercią synom Józefa: „Niech ci Bóg uczyni tak, jak Efraimowi i Manassesowi”. Przy błogosławieniu córek wypowiadają słowa: „Niechaj uczyni ci Bóg, jak uczynił pramatkom Sarze, Rebece, Racheli i Lei” (Rdz 48,20). Na koniec odmawiane są trzy wersety zawierające błogosławieństwo Birkit kohanim:

Niech Bóg pobłogosławi cię, i niech cię strzeże. Niech Bóg sprawi, żeby Jego Obecność oświecała cię i niech udzieli ci łaski. Niech Bóg skieruje Swoją Opatrzność ku tobie i obdarzy cię pokojem (Bemidbar 6:24–26).

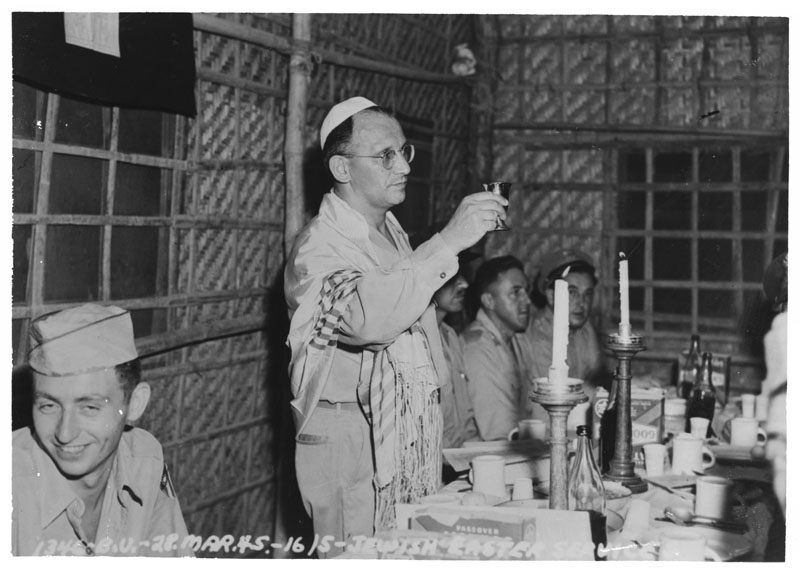
Kidusz

Stół świąteczny musi być przygotowany jeszcze przed zachodem słońca – nakryty białym obrusem lub białą serwetą, a na nim ustawiony (złoty, srebrny lub szklany) kielich z winem lub sokiem z winogron, dwie całe chałki zwane lechem miszne (lub bochenki chleba pszennego) osłonięte – od góry i od dołu – białą serwetą oraz solniczka. Dwie chały lub chleby są symbolem podwójnych porcji manny, która co piątek była zsyłana Izraelitom na pustyni podczas biblijnej ucieczki z Egiptu. Osłona na pieczywie ma symbolizować rosę, która miała (od góry i od dołu) pokrywać pokarm na pustyni. Sól jest symbolem świętości. Była używana podczas składania ofiar w Świątyni Jerozolimskiej. A sam stół szabatowy ma przypominać ołtarz świątynny. Ułożone przedmioty i żywność zostają pobłogosławione przez mężczyznę (a jeśli go nie ma wśród zgromadzonych, to przez kobietę), który próbuje błogosławionego chleba i wina.
W ramach błogosławieństwa wina i świątecznych posiłków zebrani odmawiają modlitwy, odczytują fragmenty Tanach, dyskutują nad biblijnymi czytaniami, dokonują rytualnego obmycia rąk, udzielają błogosławieństwa dzieciom, a na końcu wygłaszają dziękczynienie za spożyty posiłek. Szabatowemu odpoczynkowi ma towarzyszyć przyjemność.

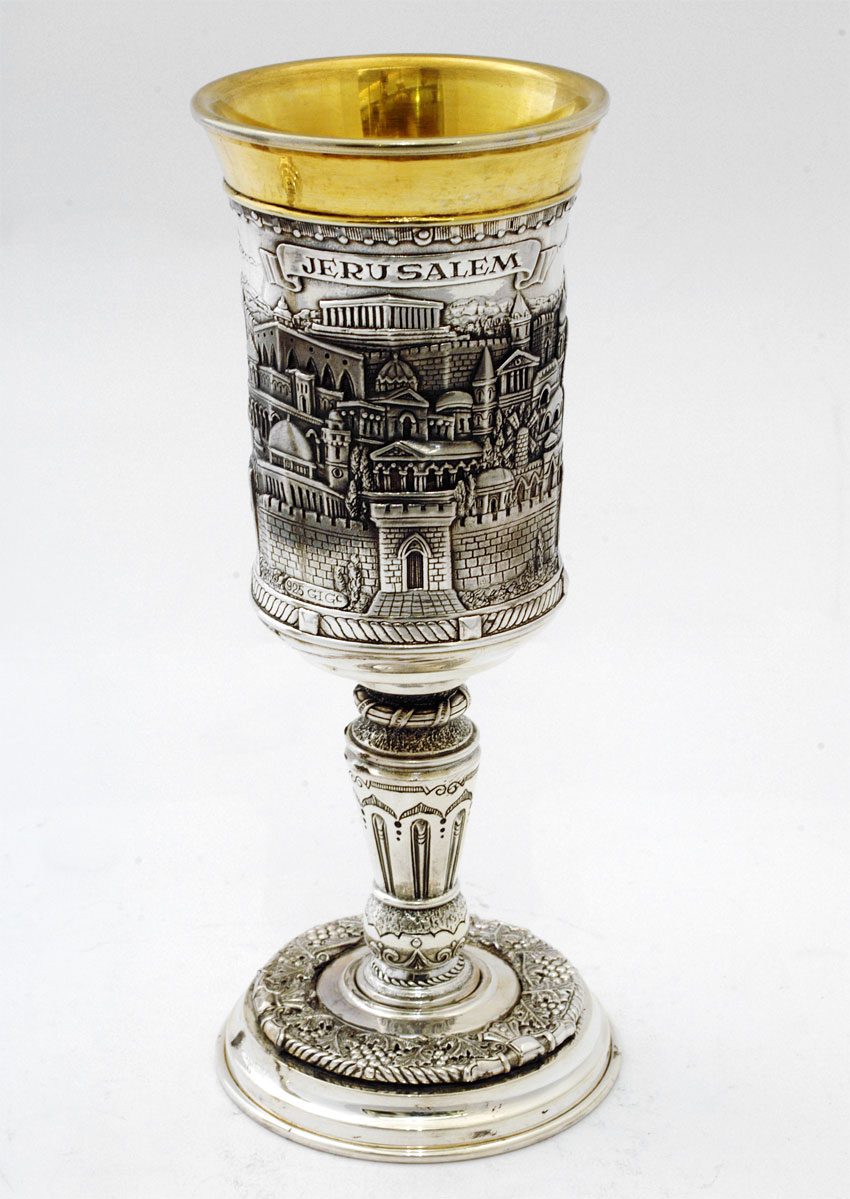
Zdobiony, srebrny kielich kiduszowy

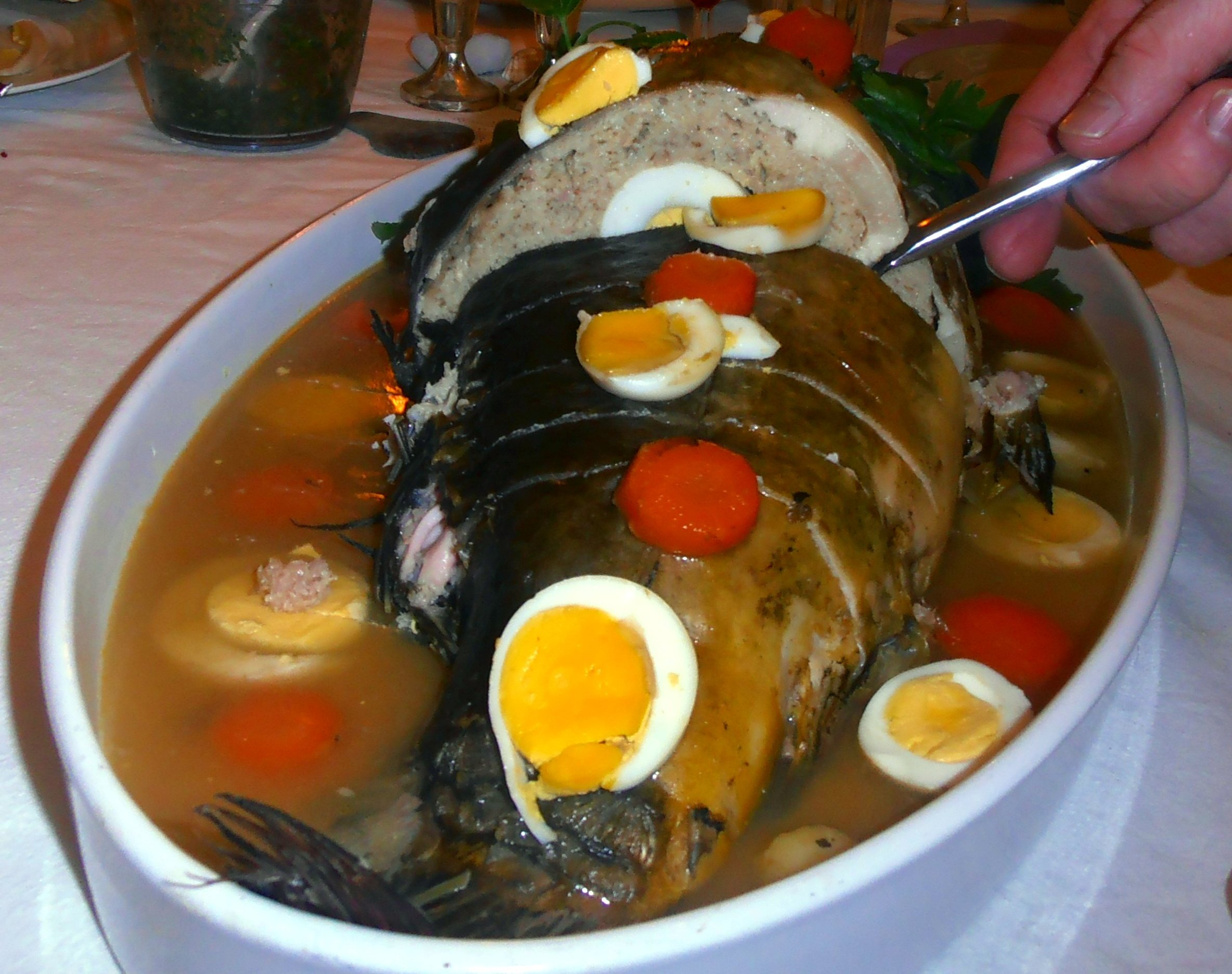
Gefilte fisz, czyli karp po żydowsku

##### Kidusz
Modlitwa Kidusz (hebr. ‏קידוש‎; jid. Kidesz) składa się z dwóch części: błogosławieństwa dla wina i błogosławieństwa dla szabatu. Nad kielichem wina (może też być sok z winogron, a w sytuacji braku obu tych napojów, także nad chlebem), które symbolizuje radość, odmawia się także trzy wersy biblijne (Rdz 2,1–3), które opowiadają o ustanowieniu dnia odpoczynku, czyli szabatu. Kidusz winien być wznoszony w tym samym pomieszczeniu, w którym zostały zapalone świece, choć nie jest to warunek konieczny. Kielich powinien mieć objętość nie mniejszą niż 1 rewiit. W czasie Kiduszu kielich powinien być pełny. Osoba odmawiająca Kidusz wznosi kielich obydwoma rękami, co ma podkreślać szacunek dla przykazania spełniania Kiduszu. Podczas samej modlitwy kielich winien być już trzymany tylko w prawej ręce.
Ze względu na to, że litery pierwszych czterech słów Kiduszu układają się w tetragram symbolizujący Imię Boga (jom hasziszi wajechulu haszamajim), halacha zaleca, by odmawianie tych słów odbywało się w postawie stojącej. Jeśli święto przeżywa razem większa grupa osób, zwyczaj nakazuje by modlitwę zmawiała na głos tylko jedna osoba, zaś pozostali zebrani mają obowiązek słuchania każdego słowa Kiduszu i odpowiedzieć wspólnie „amen”, na końcu każdego błogosławieństwa.
Osoba, która odmawia Kidusz, wypija melo logmav wina (lub soku) za jednym razem, bez robienia przerwy.

##### Wieczorny posiłek szabatowy
Bezpośrednio po odmówieniu błogosławieństwa Kidusz zebrani rozpoczynają ucztę szabatową. Winna ona być sprawowana w tym samym pomieszczeniu, w którym odmawiano Kidusz. By przystąpić do posiłku, należy umyć ręce, wypowiedzieć błogosławieństwo al netilat jadajim, osuszyć ręce i wypowiedzieć nad chałkami lechem miszne błogosławieństwo hamoci, a w momencie wypowiadania Imienia Boga unieść chały w górę. Błogosławieństwo może odmawiać jedna osoba, a pozostałe obowiązuje micwa odpowiedzenia „amen” na końcu. Po zakończeniu hamoci należy pokroić chałę w odpowiedni sposób i rozdać zebranym po kawałku (przynajmniej wielkości 1 kezajit). Zazwyczaj jako pierwsza spożywa swój kawałek osoba, która kroiła lechem miszne, a po niej pozostali zebrani.
Okazywanie szacunku dla szabatu poprzez podawanie potraw, które zgromadzeni szczególnie lubią, jest micwą. Nakaz ten jest wiązany z zaleceniem z Księgi Izajasza: „nazywaj Szabat rozkoszą” (Iz 58,13). Podawane są więc potrawy rybne, mięsne, wina, ulubione napoje i pokarmy. Zebrani śpiewają hymny szabatowe zmirot i inne pieśni. W erew szabat więcej czasu poświęcać na żal za wszelką popełnioną nieprawość i ukierunkowanie na poprawę. Wspólne posiłki szabatowe mają pomagać w kształtowaniu relacji rodzinnych, wzmacnianiu więzi i pouczaniu dzieci. Rozmowy powinny obejmować sprawy związane ze studiowaniem Tory i halachy. Tradycja nakazuje, by podczas całego szabatu spożyć trzy posiłki (hebr. szalosz seudot, jid. szałesszudes, szałeszydes).
Przed wieczorną modlitwą arawit odmawia się Kabalat Szabat.

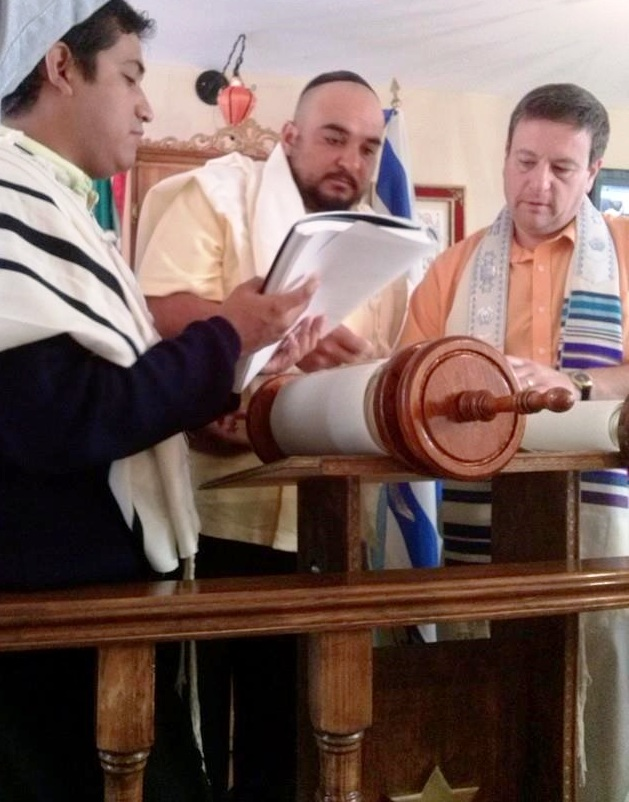
Studiowanie Tory podczas szabatu

#### Sobota
W sobotę rano odmawiane są modlitwy szachrit oraz musaf.

##### Czytanie Tory
Po odmówieniu modlitwy Szacharit odczytywana jest z Sefer Tora, przypadająca na dany tydzień, parasza Tory. Może być odczytywany tylko w obecności minjanu. Po zakończeniu odczytywania Tory wierni odmawiają Chaci Kadisz, po czym odczytywane są jeszcze ostatnie wersety paraszy (zwane maftir). Po zakończeniu lektury z Sefer Tora, czyta się Haftarę – fragment z Newiim (ksiąg prorockich).

##### Poranny posiłek
Poranny posiłek szabatowy jest spożywany po powrocie z synagogi. Zasady są takie same jak do posiłku w erew szabat (wigilię szabatu). Stół powinien zostać przygotowany wcześnie rano, by po powrocie rodziny do domu posiłek był już gotowy. Przed posiłkiem odmawiany jest Kidusz (nad kielichem wina lub soku z winogron, choć dopuszczane jest odmówienie błogosławieństwa także nad chamar medina, którym może być jeden z popularnych napojów – dopuszczalne są napoje alkoholowe, jak whisky, wódka czy piwo).

##### Kowim midrasz
Czas po porannym posiłku powinien być przeznaczony na studiowanie Tory (kowim midrasz).

##### Seuda szilit
Tradycja talmudyczna wprowadziła zwyczaj (szalosz seudot) jadania trzech posiłków podczas świętowania szabatu. Trzeci – seuda szilit (hebr. ‏סעודה שלישית‎) przypada na późne popołudnie w sobotę. Ma formę lekkiej przekąski i nie poprzedza go kidusz. Wśród chasydów w Polsce nabrał on szczególnego charakteru. Zwolennicy danego cadyka zebrani z nim przy stole słuchali jego nauk, a także oddawali się radosnej medytacji mistycznej. Przeciągali trwanie tego posiłku, by wydłużyć czas szabatu, gdyż uznawali, że na jego czas dusze potępionych uwalniane są z Gehenny. Posiłek musi być rozpoczęty przed zachodem słońca, ale może być kontynuowany do nocy.

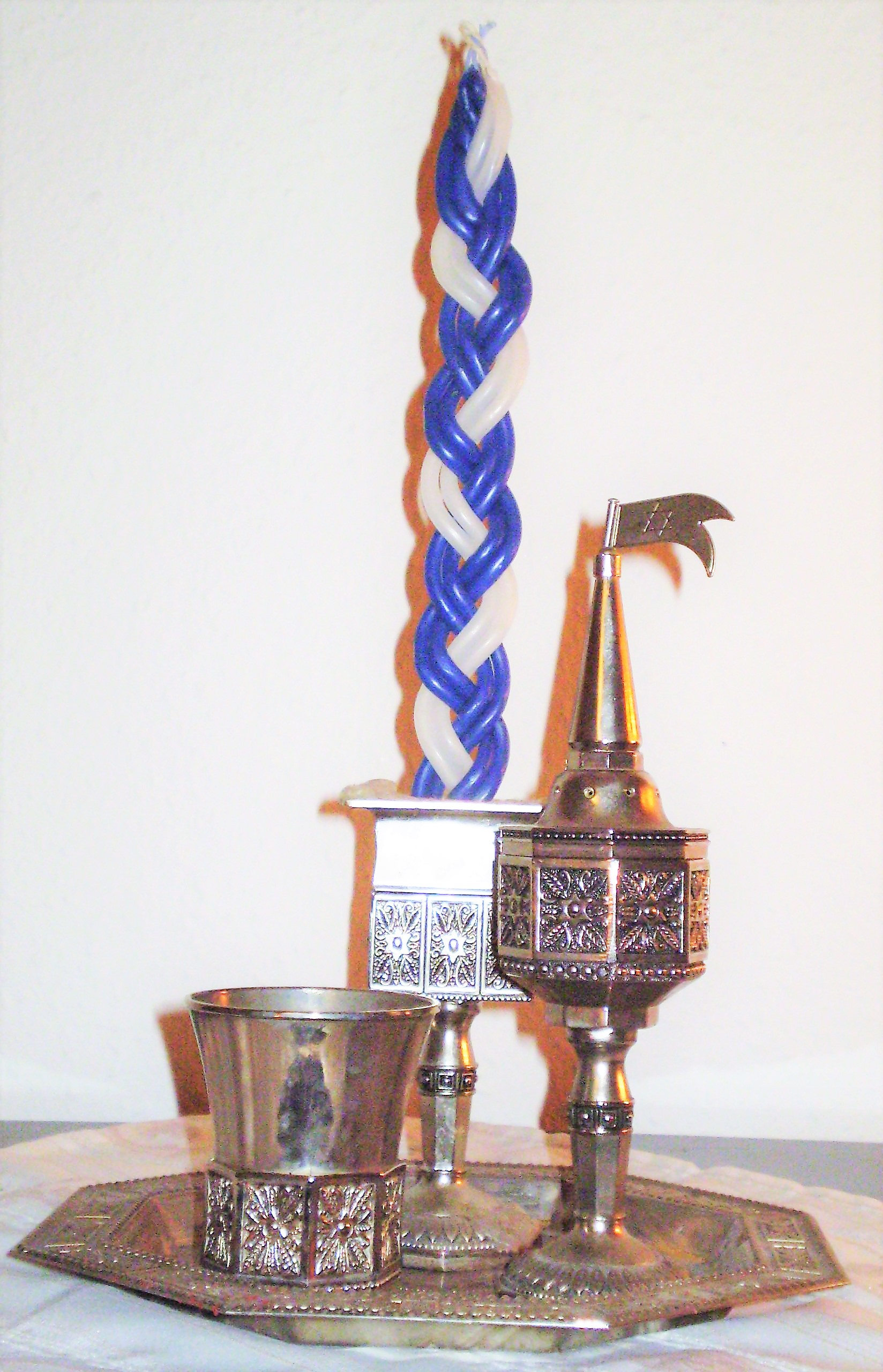
Świeca hawdalowa, ozdobny pojemnik na przyprawy i puchar do wina

#### Mocej szabat
Szabat kończą pojawiające się na niebie po zachodzie słońca cet hakochawim, czyli trzy, położone blisko siebie gwiazdki. Rozpoczyna się wówczas wieczór po zakończeniu szabatu (mocej szabat).

##### Hawdala
Gdy szabat się kończy, wierni sprawują ceremonię Hawdala (hebr. = oddzielenie, rozróżnienie; jid. hawdołe, hawdoło), która ma symbolicznie oddzielać czas święty od ludzkiego-świeckiego (sacrum od profanum). Przed odprawieniem tej ceremonii nie wolno podjąć pracy, ani spożyć poświątecznego posiłku. Ceremonia stanowi także nawiązanie do biblijnego dzieła oddzielenia przez Stwórcę – światła od ciemności, nieba od wód i pory dziennej od nocy (Rdz 1,4,6–7,14).
Ceremonia składa się z odmawianej nad kielichem wina modlitwy Kidusz, błogosławieństwa przed spalaniem i wdychaniem kadzidła oraz błogosławieństwa światła świecy hawdalowej, a na końcu zmówienie modlitwy „Hawdala”. Modlitwa ta składa się z siedmiu fragmentów tekstów biblijnych (Iz 12,2–3; Ps 3,9; 46,12; 84,13; 20,10; Est 8,16; Ps 116,13), które nawiązują do Bożego błogosławieństwa, opieki i dobrego losu. Po recytacji wstępnych wersetów następuje błogosławieństwo bore pri hagafen. Następujące po nim błogosławieństwo bore minei wesamim, odmawiane nad wonnymi przyprawami. Po ostatnich słowach zebrani winni powąchać owe przyprawy. Kolejne błogosławieństwo (bore meorei haesz) jest wypowiadane nad świecą. Podczas błogosławieństwa wierny powinien patrzyć na swoje ręce i paznokcie oświetlone przez płomień świecy. Zalecane jest używanie świecy o większej ilości knotów, lub kilku świec, których knoty się stykają. Zarówno podczas błogosławieństwa nad przyprawami, jak i nad świecami, w lewej ręce należy trzymać kielich z winem.
Następuje tekst głównego błogosławieństwa Hawdali: „Ten, który oddziela to, co święte, od tego, co powszednie...” (hamawdil bein kodesz lechol...), po którym należy wypić wino (może być zastąpione przez chamar medina, podobnie jak przy wcześniejszych posiłkach szabatowych). W przeszłości, po zakończeniu modlitwy śpiewany był hymn Ha-Mawdil, w trakcie którego dotykano powieki palcami skropionymi winem. Ryt ten miał zapewnić powodzenie, w myśli fragmentu Psalmu 19,9: „nakazy Pana słuszne – radują serce, przykazanie Pana jaśnieje i oświeca oczy”.

##### Melawe Malka
W mocej szabat spożywany jest posiłek, zwany Melawe Malka („Odprowadzający Królową Szabat”). Posiłkiem tym żegnany jest szabat, dlatego powinien być spożywany bezpośrednio po zakończeniu święta. Jeśli ktoś nie jest jeszcze głodny, to można go rozpocząć później. Powinien jednak zostać zakończony przed północą. Zwyczaj ten był najbardziej rozpowszechniony wśród chasydów i kabalistów.

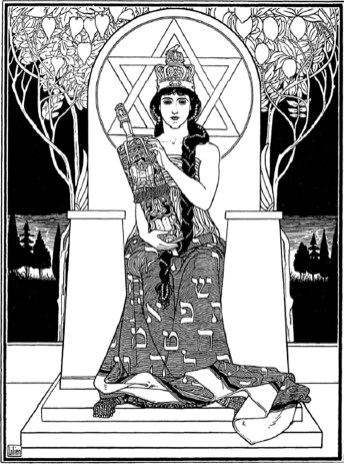
Szabat ha-Malka na grafice Maurycego Liliena (1900)

## Szabat w kabale
Szabat był również przedmiotem szczególnej uwagi kabalistów. Kabalistyczna koncepcja widziała w szabacie połączenie męskiego i żeńskiego pierwiastka natury Boga, miał uosabiać związek Szechiny i boskości. Podczas szabatu nawet grzesznicy w Gehennie mieli odpoczywać, a w prawowiernych wyznawców miała wstępować dodatkowa dusza (neszama jetera), zaś siły zła (sitra achra = „druga strona”) tracą siłę do robienia zła. Z kabały wywodzi się tradycja oczekiwania na „Królową Szabatu” (hebr. Szabat ha-Malka), która uosabiała istotę święta w postaci pięknej księżniczki lub królowej w odświętnym stroju, odwiedzającej domy zwykłych ludzi. Kabaliści wprowadzili zwyczaj spożywania Melawe Malka – czwartego, dodatkowego posiłku szabatowego, a także specjalny obrządek Kabalat Szabat (= Przyjęcie/powitanie Szabatu) sprawowany krótko (nie później niż pół godziny) po zachodzie słońca.

## Szabat w Nowym Testamencie
Szabat w tekstach Nowego Testamentu jest odnotowywany w większości w kontekście zakazów wykonywania konkretnych prac. Faryzeusze wskazywali na zakaz przenoszenia łóżka (J 5,10), uzdrawiania (Mk 3,2; Łk 13,14), zrywania przez uczniów kłosów zbóż (Mt 12,2) i pokonywania pieszo dystansu dłuższego niż skodyfikowany zasięg „drogi szabatowej” (Dz 1,12). Opisy Nowego Testamentu przedstawiają sytuacje, w których Jezus i Jego uczniowie byli oskarżani o działania postrzegane jako naruszenie norm szabatowych. Jezus podkreślał jednak, że szabat został ustanowiony dla dobra człowieka, a nie człowiek dla szabatu (Mk 2,27), co uzasadniało takie działania, jak leczenie chorych, jako wyraz troski o bliźniego. W judaizmie istniały również sytuacje, w których przepisy szabatu ustępowały innym nakazom, np. gdy ósmy dzień od narodzin chłopca, wymagający rytualnego obrzezania, przypadał w szabat (J 7,22–23). Ewangelie opisują, że Jezus w ten właśnie dzień nawiedzał synagogi i głosił Dobrą Nowinę (Łk 4,15–17a). Wszystkie wskazują, że Jezus zmartwychwstał „pierwszego dnia po szabacie” (Mk 16,2.9; Mt 28,1; Łk 24,1; J 20,1).
Według Dziejów Apostolskich pierwsi chrześcijanie świętowali szabat, uczestniczyli w zgromadzeniach liturgicznych w synagogach i nauczali (Dz 13,14–43.44–52; 17,2–3; 18,4). Dzieje wzmiankują także zwyczaj proklamacji w szabat Tory w synagogach i głoszenie po niej homilii (Dz 15,21).
List do Hebrajczyków (Hbr 3,7–4,11) opisuje chrześcijańskie rozumienie sobotniego odpoczynku – zakorzenione w teologii żydowskiej, łączącej szabatowy odpoczynek z modlitwą i uwielbieniem Boga. Tak jak Bóg „odpoczął” w siódmym dniu historii stworzenia, tak wierni otrzymują obietnicę zaznania w dniu ostatecznym niekończącej się radości Bożego spoczynku (σαββατισμός; (stgr.) sabbatismos (Hbr 4,9)). W tym samym czasie, Ignacy Antiocheński w Liście do Magnezjan stwierdza, że kościoły judeochrześcijańskie „nie zachowują już Szabatu, ale obchodzą Dzień Pański, w którym to przez Jezusa Chrystusa i przez śmierć Jego także i nasze życie wzeszło jak słońce”.

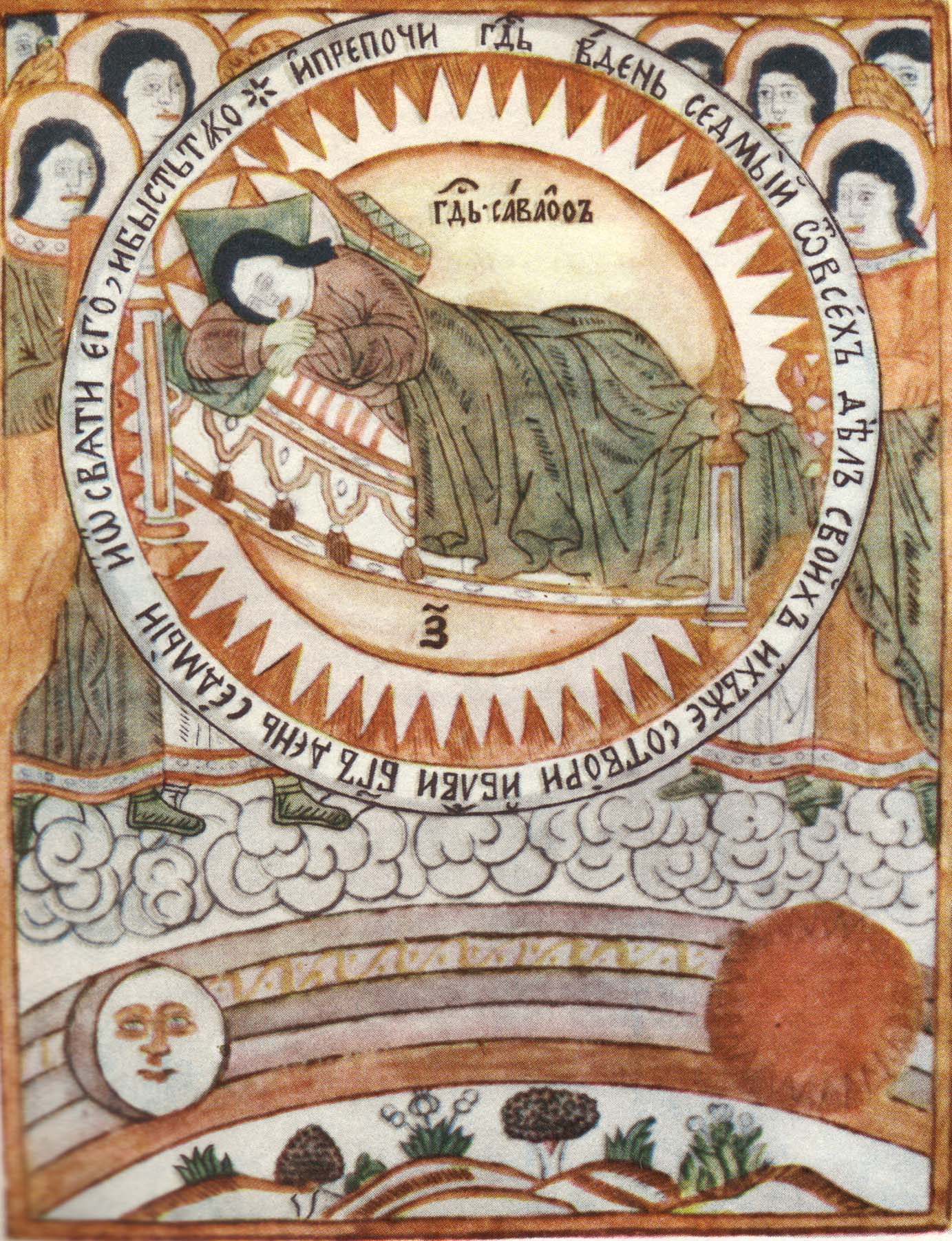
Bóg odpoczywający w dzień szabatu (drzeworyt autorstwa Wasilija Korenia, 1696)

## Chrześcijaństwo
Wywodzący się z tradycji judaistycznej chrześcijanie świętowali szabat, ale od samego początku świętowali też w „pierwszy dzień tygodnia”, na pamiątkę zmartwychwstania Jezusa. Do najstarszych – poza Biblią – świadectw mówiących o świętowaniu niedzieli przez chrześcijan jest „Didache” (ok. 100 r.), zwane też „Nauką dwunastu apostołów”. „Didache” zawiera opis Eucharystii i zalecenie by świętować w niedzielę. Autor powstałego koło 130 roku judeochrześcijańskiego Listu Barnaby przedstawia uzasadnienie zmiany świętowania szabatu na świętowanie pierwszego dnia tygodnia, które równocześnie ma być dopełnieniem szabatu. Parafrazuje proroctwo Izajasza (1,13): „Nie Szabaty obecne są miłe, lecz ten, który uczyniłem, w którym wszystko ukończę i rozpocznę Dzień Ósmy, to znaczy dam początek światu innemu” (15,8). Dalej autor podsumowuje: „Przeto radośnie obchodzimy dzień ósmy, w którym Jezus zmartwychwstał, i zjawiwszy się, wstąpił w niebiosa”.
Konstytucje apostolskie z IV w. wyjaśniały łagodnie: „Świętujcie zatem w Szabat i dzień Pański, gdyż jeden jest wspomnieniem stworzenia, a drugi zmartwychwstania. Ale jest jeden Szabat w roku, który musicie zachowywać, dzień pogrzebu Pana, w którym trzeba pościć, a nie świętować. Kiedy Stwórca leży w ziemi, ważniejsza jest żałoba po Nim niż radość z powodu stworzenia, gdyż Stwórca zasługuje na większą cześć przez swą naturę i chwałę niż stworzenie”. Wskazywały jednak na pierwszeństwo «Ósmego dnia»: „Dzień Pański przewyższa Szabat, bo wskazuje na Pośrednika, na tego który sam jest Opatrznością, Prawodawcą, Przyczyną Zmartwychwstania, na Pierworodnego całego stworzenia, Słowo Boże, a zarazem człowieka, zrodzonego z Maryi bez Męża, który święcie żył na świecie, został ukrzyżowany pod Poncjuszem Piłatem, który umarł i zmartwychwstał – to jest dzień Pański (Kyriake) dla Ciebie, o Panie, który wzywa nas, abyśmy za to wszystko Tobie składali dzięki”.
Dopiero synod w Laodycei (około 381 r.), w sposób wyraźny zakazywał chrześcijanom obchodzenia szabatu, a równocześnie wskazywał obowiązek świętowania niedzieli jako ważnego elementu ich tożsamości. Równocześnie kanon 29 „explicite” zobowiązywał wyznawców, by w miarę możliwości zaniechali niepotrzebnej pracy w niedziele. W związku z tym główny nurt chrześcijaństwa biblijne przykazanie wypełnia poprzez święcenie niedzieli (na pamiątkę zmartwychwstania). Niektóre społeczności chrześcijańskie zachowują jako Dzień Pański sobotę m.in.: Kościół Adwentystów Dnia Siódmego, Kościół Chrześcijan Dnia Sobotniego, Baptyści dnia siódmego, Stowarzyszenie Zielonoświątkowych Zborów Dnia Siódmego i Mesjańskie Zbory Boże.